# Bundespräsident (Deutschland)
Der Bundespräsident (Abkürzung BPr, auch BPräs) ist das Staatsoberhaupt (Art. 54–61 GG) der Bundesrepublik Deutschland und protokollarisch ihr höchstes Verfassungsorgan.
Seine Rolle im politischen System des Staates liegt meist jenseits der Tagespolitik (Art. 55 GG). Auch wenn es keine verfassungsrechtliche Vorschrift gibt, die dem Bundespräsidenten tagespolitische Stellungnahmen verbietet, hält sich das Staatsoberhaupt mit solchen traditionell zurück. Die Regierungsarbeit wird in Deutschland vom Bundeskanzler und dem Bundeskabinett geleistet (Art. 65 GG). Gleichwohl beinhaltet das Amt des Bundespräsidenten das Recht und die Pflicht zum politischen Handeln und ist nicht auf rein repräsentative Aufgaben beschränkt. Die Funktionen des Amtes sind durch das Grundgesetz (Art. 54–61 GG) definiert. Wie der Bundespräsident diese Aufgaben wahrnimmt, entscheidet er grundsätzlich autonom; ihm kommt diesbezüglich ein weiter Gestaltungsspielraum zu, auch bezüglich seiner Meinungsäußerungen.
Neben der völkerrechtlichen Vertretung des Bundes (Art. 59 Absatz 1 Satz 1 GG) und zahlreichen formal und protokollarisch bedeutenden Aufgaben besitzt der Bundespräsident wichtige Reservevollmachten, die ihm besonders in Krisenzeiten staatspolitische Aufgaben von großer Tragweite zuweisen, etwa im Rahmen des Gesetzgebungsnotstands (Art. 81 GG), bei der Wahl des Bundeskanzlers (Art. 63 I GG), bei der Entscheidung über eine Auflösung des Deutschen Bundestages im Falle einer vom Bundeskanzler verlorenen Vertrauensfrage (Art. 68 GG) und bei der Wahl einer Minderheitsregierung (Art. 63 GG). Außerdem erlangt ein Bundesgesetz erst dadurch Rechtskraft, dass der Bundespräsident es unterzeichnet (Art. 82 GG). Bei der Ausfertigung von Bundesgesetzen prüft der Bundespräsident als letztes entscheidendes Glied des Gesetzgebungsverfahrens deren Verfassungsmäßigkeit.
Innerhalb des politischen Systems kann der Bundespräsident keiner der drei klassischen Gewalten zugeordnet werden, er verkörpert als Staatsoberhaupt die „Einheit des Staates“. Er wird deswegen auch als eine „Gewalt sui generis“ angesehen. Nach Art. 55 des Grundgesetzes darf er weder der Regierung noch gesetzgebenden Körperschaften des Bundes oder eines Landes angehören. Er darf ferner kein weiteres besoldetes Amt, kein Gewerbe und keinen Beruf ausüben. Auch ein gewerbliches Unternehmen darf er nicht führen. Deshalb kann er als „neutrale Kraft“ (pouvoir neutre) bezeichnet werden. Der Bundespräsident wirkt im Alltag neben der Wahrnehmung der ihm durch die Verfassung zugewiesenen politischen Befugnisse kraft seines Amtes auch repräsentativ, sinnstiftend und integrativ. Um der Überparteilichkeit des Amtes zu entsprechen, haben traditionell alle Präsidenten der Bundesrepublik Deutschland eine bestehende Parteimitgliedschaft ruhen lassen.
Der Bundespräsident wird für eine Amtszeit von fünf Jahren von der Bundesversammlung gewählt (vgl. Art. 54 II 1 GG). Eine anschließende Wiederwahl ist nur einmal zulässig (vgl. Art. 54 II 2 GG). Eine spätere Wiederwahl ist, auch nach zwei absolvierten Amtszeiten, theoretisch nicht ausgeschlossen, sofern zwischenzeitlich ein anderer Bundespräsident im Amt war, gilt in der politischen Praxis jedoch als „unrealistisch“. Roman Herzog zufolge steht der Bundespräsident zur Bundesrepublik Deutschland in einem besonderen öffentlich-rechtlichen Amtsverhältnis sui generis, ähnlich wie die Mitglieder der Bundesregierung gemäß § 1 BMinG und daher in keinem Beamten-, Richter- oder Soldatenverhältnis.
Die Amtssitze des Bundespräsidenten sind das Schloss Bellevue in der Bundeshauptstadt Berlin und die Villa Hammerschmidt in der Bundesstadt Bonn. In der Ausübung seiner Aufgaben unterstützt ihn das Bundespräsidialamt.
Zwölfter Amtsinhaber ist seit dem 19. März 2017 Frank-Walter Steinmeier. Er wurde am 12. Februar 2017 für eine erste Amtszeit bis einschließlich 18. März 2022 und am 13. Februar 2022 für eine weitere bis einschließlich 18. März 2027 gewählt.

## Geschichtliche Hintergründe

### Vom Deutschen Bund zum modernen Bundesstaat

#### Verfassung des deutschen Reiches vom 28. März 1849 („Paulskirchenverfassung“)

Johann von Österreich war als Reichsverweser vorläufiges Staatsoberhaupt und setzte die Provisorische Zentralgewalt ein. Der Onkel des damaligen österreichischen Kaisers war einerseits den Konservativen, wegen seiner volkstümlichen Art andererseits den Liberalen genehm.

Das erste moderne Staatsoberhaupt für ganz Deutschland war Reichsverweser Erzherzog Johann von Österreich. Die Frankfurter Nationalversammlung wählte ihn am 29. Juni 1848. Am 12. Juli übertrug der Bundestag des Deutschen Bundes ihm seine Befugnisse. Trotz der Niederschlagung der Revolution 1849 haben die Staaten die Legalität und Legitimität seines Amtes nie angezweifelt. Zum 20. Dezember 1849 übertrug er die Geschäfte einer Bundeszentralkommission, die bis zur Wiederherstellung des alten Bundestags amtierte. Der Deutsche Bund selbst, vor und nach der Revolutionszeit, hatte hingegen kein Oberhaupt, sondern nur den Bundestag als oberstes Organ.

#### Verfassung des Norddeutschen Bundes vom 1. Juli 1867 / Gesetz betreffend die Verfassung des Deutschen Reiches vom 16. April 1871 („Bismarcksche Reichsverfassung“)
Im Norddeutschen Bund von 1867 (seit 1871 unter dem Namen „Deutsches Reich“) war der König von Preußen das Staatsoberhaupt, mit der Bezeichnung Bundespräsidium. Den republikanisch klingenden Ausdruck „Bundespräsident“ hatte man absichtlich vermieden. Mit der neuen Verfassung vom 1. Januar 1871 erhielt der König zusätzlich den Titel „Deutscher Kaiser“. Das Amt auf Bundesebene war verfassungsmäßig stets an das des preußischen Königs gebunden, so dass die preußische Erbfolge automatisch auch für die Nachfolge im Kaiseramt galt. Die übrigen Staaten in Deutschland wie Bayern oder Baden behielten ihre Fürsten.

#### Die Verfassung des Deutschen Reiches vom 11. August 1919 („Weimarer Reichsverfassung“)
Der monarchische Bundesstaat endete mit der Novemberrevolution 1918, auf welche die Weimarer Nationalversammlung folgte. Sie wählte schon am 11. Februar 1919 Friedrich Ebert zum Reichspräsidenten, der im Sommer 1919 mit der Weimarer Verfassung bestätigt wurde. Nach Ebert war Paul von Hindenburg von 1925 bis 1934 Reichspräsident, er verstarb im Amt. Hindenburg hatte im Januar 1933 den „Führer“ der NSDAP zum Reichskanzler ernannt, Adolf Hitler. Mit Hindenburgs Unterstützung machten die Nationalsozialisten aus Deutschland eine totalitäre Diktatur. Nach Hindenburgs Tod ließ sich Hitler, per fingierter Volksabstimmung, die Befugnisse des Reichspräsidenten übertragen. In seinem politischen Testament 1945 bestimmte Hitler Karl Dönitz zum Reichspräsidenten. Dönitz und seine Regierungsmitglieder wurden am 23. Mai 1945 im Sonderbereich Mürwik verhaftet und am 9. Juni 1945 von den vier Siegermächten für abgesetzt erklärt.

### Vom Reichspräsidenten zum Bundespräsidenten

#### Weimarer Reichsverfassung
Allerdings ermöglichte das Notverordnungsrecht der Weimarer Reichsverfassung nicht zwangsläufig den Weg in die Präsidialdiktatur: In Art. 48 WRV war die Einrichtung eines noch zu beschließenden Ausführungsgesetzes vorgesehen, das die präsidialen Vollmachten erheblich konkretisieren und einschränken sowie einem möglichen Missbrauch Einhalt hätte gebieten können. Im Weiteren wurde auch die heute weggefallene allgemeine Befugnis des Präsidenten, das Parlament aufzulösen, in der Endphase der Weimarer Republik missbraucht. Noch während der Amtszeit Friedrich Eberts waren die umfangreichen Rechte in einer überwiegend als positiv bezeichneten Weise ausgeübt worden – das Scheitern der jungen Republik war also auch auf eine ungenügende Kontrolle der Verfassungseinhaltung zurückzuführen. Die Wegnahme der beiden wichtigen Rechte war schließlich eine deutliche Entmachtung des Präsidentenamts. Die Wahl und Absetzung des Bundeskanzlers liegt heute fast ausschließlich in der Hand des Bundestages.

#### Grundgesetz nach dem Schlussbericht des Herrenchiemseer Konvents vom 10.–25. August 1948
Im August 1948 trafen sich Juristen in Bayern. Die westdeutschen Ministerpräsidenten hatten diesem „Verfassungskonvent auf Herrenchiemsee“ die Aufgabe erteilt, einen Entwurf für einen provisorischen westdeutschen Staat zu erarbeiten. Nicht offiziell, aber de facto wurde dieser Entwurf die Beratungsgrundlage für den Parlamentarischen Rat (1948/1949). Die Experten waren sich nicht einig geworden, ob der neue Staat wieder eine Einzelperson als Staatsoberhaupt haben sollte. Eine Minderheit im Unterausschuss III wollte stattdessen ein „Bundespräsidium“ sehen, das aus dem Bundeskanzler sowie den Präsidenten von Bundestag und Bundesrat bestehen sollte. Man begründete dies mit dem nur provisorischen Charakter des neuen Staates.

#### Grundgesetz für die Bundesrepublik Deutschland vom 23. Mai 1949
Der Parlamentarische Rat, der das Grundgesetz ausarbeitete, folgte dem Vorschlag der Mehrheit, zwar einen Bundespräsidenten vorzusehen, diesem aber relativ wenig Macht mitzugeben. Dies gilt allgemein als eine Reaktion auf die Erfahrungen mit dem Amt des Reichspräsidenten. Geschaut wurde auf das Notverordnungsrecht, das Recht des Reichspräsidenten, im Notfall mit präsidentiellen Erlassen am gewählten Parlament vorbei zu regieren, und das Recht des Reichspräsidenten, die Regierungsmitglieder in eigener politischer Entscheidung zu ernennen. Man hielt dies für mitursächlich für die politische Krise der Weimarer Republik ab 1930 mit den Präsidialkabinetten unter den Reichskanzlern Heinrich Brüning, Franz von Papen und Kurt von Schleicher und schließlich das Abgleiten in die Diktatur unter Hitler. Die SPD-Fraktion sprach sich deshalb und auch angesichts der damals fehlenden Souveränität des deutschen Staates dafür aus, auf die Einrichtung des Amtes eines Bundespräsidenten bis zur Wiederherstellung der deutschen Souveränität zu verzichten und dessen Funktionen vom Präsidenten des Bundestags wahrnehmen zu lassen.

### Stellung des Bundespräsidenten im Grundgesetz
Die geringe machtpolitische Ausstattung des Amtes des Bundespräsidenten im Grundgesetz für die Bundesrepublik Deutschland gilt allgemein als eine Reaktion auf die Erfahrungen mit dem Amt des Reichspräsidenten in der Weimarer Republik. Während der Beratungen des Parlamentarischen Rates herrschte weitgehender Konsens aller Beteiligten, dass dem Präsidenten nicht wieder eine solch überragende Stellung im politischen System zukommen sollte wie seinerzeit dem Reichspräsidenten (insbesondere Paul von Hindenburg).
Parallel zu dieser Schmälerung seiner Befugnisse wurde auch der Wahlmodus für den Präsidenten verändert: Wurde der Reichspräsident noch vom Volk direkt gewählt (1925 und 1932), so wird der Bundespräsident von der nur für diesen Zweck zusammentretenden Bundesversammlung gewählt. Hierdurch wurde die demokratische Legitimation des Bundespräsidenten indirekter: Er ist nicht mehr unmittelbar vom Souverän gewähltes Organ der politischen Staatsführung. Die Ablehnung einer Direktwahl des Bundespräsidenten wird auch damit begründet, dass sonst ein Missverhältnis zwischen starker demokratischer Legitimation (er wäre dann neben dem Bundestag das einzige direkt gewählte Verfassungsorgan des Bundes, zudem das einzige, das aus einer Person besteht) und geringer politischer Macht einträte.

## Wahl des Bundespräsidenten (Art. 54–56 GG)

### Kandidatenauswahl (Art. 54 I GG)
Zum Bundespräsidenten kann gemäß Art. 54 Abs. 1 GG gewählt werden, wer deutscher Staatsangehöriger ist, das Wahlrecht zum Bundestag besitzt und mindestens 40 Jahre alt ist. Der bisher jüngste Bundespräsident, Christian Wulff, war bei seiner Wahl 51 Jahre alt. Vorschlagsberechtigt ist jedes Mitglied der Bundesversammlung; dem Vorschlag ist eine schriftliche Zustimmungserklärung des Vorgeschlagenen beizufügen. Der Vorschlag ist beim Präsidenten des Bundestages schriftlich einzureichen (§ 9 Abs. 1 BPräsWahlG).
Die Kandidatenauswahl im Vorfeld der Wahl ist stark von der absehbaren parteipolitischen Stimmverteilung in der Bundesversammlung und parteitaktischen Überlegungen geprägt. Je nach Ausgangslage versuchen die Parteien, in einem innerparteilichen Prozess einen Kandidaten zu finden, für den sie sich in der Bundesversammlung entsprechende Zustimmungen erhoffen.
Die Dominanz solcher Überlegungen und Absprachen bei der Kandidatenauswahl führt regelmäßig zu Diskussionen, die Verfassung zu ändern und eine Direktwahl des Bundespräsidenten durch das Volk zu ermöglichen. Befürworter argumentieren, eine Direktwahl durch das Volk würde das gesamte Wahlverfahren transparenter machen und Entscheidungen wieder aus politischen Hinterzimmern in das Licht der Öffentlichkeit bringen. Gegner einer Direktwahl meinen, dass ein plebiszitär gewählter Präsident den Prinzipien einer repräsentativen Demokratie zuwiderlaufen würde und außerdem sein Amt zu wenig Machtbefugnisse habe, um für eine Direktwahl infrage zu kommen.

### Unvereinbarkeiten (Inkompatibilität) (Art. 55 GG)
Nach Art. 55 GG darf der Bundespräsident weder der Regierung noch einer gesetzgebenden Körperschaft des Bundes oder eines Landes angehören. Er darf ferner kein anderes besoldetes Amt, kein Gewerbe und keinen Beruf ausüben und weder der Leitung noch dem Aufsichtsrat eines auf Erwerb gerichteten Unternehmens angehören. Die Regelung soll die Unabhängigkeit und Integrität des Bundespräsidenten steigern und ist damit Ausdruck der Gewaltenteilung in Art. 20 GG.
Verletzt der Bundespräsident diese Pflicht, kann eine Sanktion gemäß Art. 61 GG erfolgen. Die Verletzung führt aber nach herrschender Meinung nicht automatisch zu einem Verlust des Amtes.
Die Pflichten des Art. 55 GG beginnen mit dem Amtsantritt und enden mit dem Ausscheiden aus dem Amt des Bundespräsidenten.
Nach § 22 Europawahlgesetz verliert ein Abgeordneter die Mitgliedschaft im Europäischen Parlament bei Annahme der Wahl zum Bundespräsidenten.

### Bundesversammlung und Ablauf der Wahl (Art. 54 II–VII GG)
Die Bundesversammlung spiegelt das föderative System der Bundesrepublik Deutschland wider: sie besteht aus den Mitgliedern des Bundestages und einer gleichen Anzahl von Mitgliedern, die von den Volksvertretungen der Länder nach den Grundsätzen der Verhältniswahl gewählt werden, Art. 54 Abs. 3 des Grundgesetzes. Üblicherweise handelt es sich dabei um Mitglieder der Landesparlamente und Landesregierungen, um Mitglieder der Bundesregierung, sofern sie kein eigenes Bundestagsmandat haben, und um Persönlichkeiten des öffentlichen Lebens wie Schauspieler, Sportler, Künstler oder Vertreter von Spitzenverbänden. Die Mitglieder sind an Aufträge und Weisungen nicht gebunden, § 7 Satz 3 BPräsWahlG.
Der Bundespräsident wird von der Bundesversammlung ohne Aussprache und geheim gewählt; sie soll in ihren Abläufen die besondere Würde des Amtes unterstreichen. Das schließt eine Personaldebatte aus (Rn. 108 ff; 138, 125 Rn. 25), auch die bloße Vorstellung der Kandidaten (Rn. 109); zulässig ist aber eine Debatte zur Geschäftsordnung (Rn. 112). Bei der Wahl muss ein Kandidat die absolute Mehrheit der Mitglieder auf sich vereinen. Erst wenn dies in zwei Wahlgängen keinem Kandidaten gelingt, reicht in einem dritten die relative Mehrheit aus. Zu einem dritten Wahlgang kam es 1969, als Gustav Heinemann mit einfacher Mehrheit gewählt wurde, sowie 1994 und 2010, als Roman Herzog bzw. Christian Wulff dann doch noch die absolute Stimmenmehrheit erreichten.
Die Wahl erfolgt auf fünf Jahre; eine einmalige Wiederwahl ist ohne Weiteres möglich. Staatsrechtler sind überwiegend der Meinung, dass die Formulierung „Anschließende Wiederwahl ist nur einmal zulässig“ in Art. 54 Abs. 2 des Grundgesetzes mehr als zwei Amtszeiten einer Person gestattet, sofern nicht mehr als zwei Amtszeiten unmittelbar aneinander anschließen. „Zulässig ist eine dritte Wahlperiode aber, wenn dazwischen die Amtszeit eines anderen Bundespräsidenten gelegen ist. Dabei ist es sogar gleichgültig, ob dieser eine volle fünfjährige Amtsperiode durchgehalten hat und aus welchen Gründen sich das Amt des Bundespräsidenten ggf. vorzeitig erledigt hat.“ Von den (abgesehen vom derzeitigen Amtsinhaber Steinmeier) bisher vier wiedergewählten Bundespräsidenten stand allerdings keiner je für die Wahl in eine dritte Amtszeit zur Verfügung. Nur zwei von diesen (Heuss und Weizsäcker) absolvierten zwei volle Amtszeiten, die anderen beiden traten vor Ablauf ihrer zweiten Amtszeit zurück: Heinrich Lübke erklärte im Oktober 1968 mit Wirkung zum 1. Juli 1969 (und damit drei Monate vor Ablauf seiner 2. Amtszeit) seinen Rücktritt. Horst Köhler wiederum trat am 30. Mai 2010 ein Jahr nach seiner Wiederwahl und somit vier Jahre vor Ablauf seiner zweiten Amtszeit zurück – im Gegensatz zu Lübke mit sofortiger Wirkung.

### Vereidigung (Art. 56 GG)
In einer gemeinsamen Sitzung von Bundestag und Bundesrat wird der neue Bundespräsident „bei seinem Amtsantritt“ vom Bundestagspräsidenten (§ 11 BPräsWahlG) wie folgt vereidigt (Art. 56 GG):
„Ich schwöre, dass ich meine Kraft dem Wohle des deutschen Volkes widmen, seinen Nutzen mehren, Schaden von ihm wenden, das Grundgesetz und die Gesetze des Bundes wahren und verteidigen, meine Pflichten gewissenhaft erfüllen und Gerechtigkeit gegen jedermann üben werde. (So wahr mir Gott helfe.)“
Die religiöse Beteuerung kann weggelassen werden. Der Amtseid muss aber als solcher geleistet werden; eine „eidesgleiche Bekräftigung“ nach § 64 Bundesbeamtengesetz und § 484 ZPO ist nicht zulässig. Diese Eidespflicht wird als verfassungsmäßig angesehen, da die Übernahme des Amtes des Bundespräsidenten freiwillig und der Eid in der Verfassung selbst vorgesehen sei.
Die vorgeschriebene Eidesleistung des Bundespräsidenten „bei seinem Amtsantritt“ bedeutet nicht, dass der Beginn seiner Amtszeit oder Amtsbefugnisse von der Eidesleistung abhingen (siehe Amtseid#Rechtliche Stellung in Deutschland). „Das Amt des Bundespräsidenten beginnt“ vielmehr „mit dem Ablauf der Amtszeit seines Vorgängers, jedoch nicht vor Eingang der Annahmeerklärung beim Präsidenten des Bundestages“ (§ 10 BPräsWahlG). Nach der Wahl des deutschen Bundespräsidenten 1949, als es noch keinen Amtsvorgänger gab, wie auch 2010 und 2012, als Horst Köhler und Christian Wulff ihr Präsidentenamt mit sofortiger Wirkung zur Verfügung gestellt hatten, begann die Amtszeit der Neugewählten mithin bereits mit der Annahme der Wahl, die alle noch in der Bundesversammlung erklärten.
Leistet der Bundespräsident den Amtseid vorsätzlich nicht, können der Bundestag oder der Bundesrat den Bundespräsidenten wegen Verletzung des Grundgesetzes vor dem Bundesverfassungsgericht anklagen (Art. 61 GG).
Wird ein Bundespräsident für eine zweite Amtszeit gewählt, erfolgt für diese üblicherweise keine neuerliche Vereidigung. So wurde es bisher in allen diesen Fällen (1954, 1964, 1989, 2009 und 2022) gehandhabt.

## Aufgaben und Befugnisse

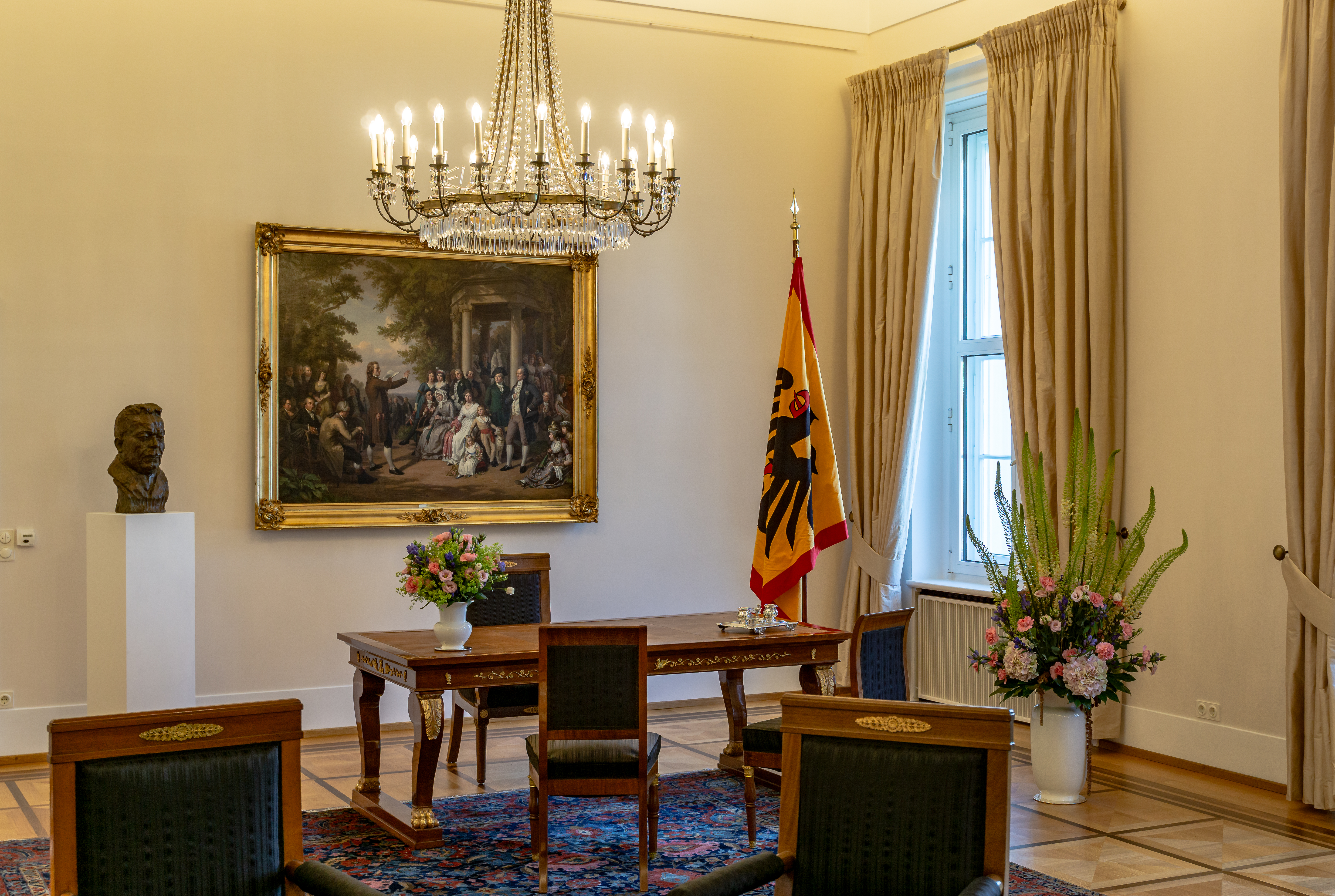
Amtszimmer des Bundespräsidenten im Schloss Bellevue

Reichspräsident Friedrich Ebert bezeichnete sich selbst als „Hüter der Verfassung“. Unter diesem Ausdruck wurden verschiedentlich Erwartungen an das Amt herangetragen, unter anderem von Carl Schmitt, demzufolge der Reichspräsident aktiv die Rechtsordnung verteidigen solle. In der Bundesrepublik wurde die Bezeichnung für den Bundespräsidenten weitgehend abgelehnt. Allenfalls dem Bundesverfassungsgericht gesteht man eine derartige Rolle zu.
Weiterhin gibt es Stimmen, die im Bundespräsidenten eine „pouvoir neutre“ sehen wollen, die über den Parteien steht. Ebenso wie „Hüter der Verfassung“ verkennt diese Bezeichnung, dass der Bundespräsident zwar parteipolitisch, aber nicht staatspolitisch neutral ist. Die häufige Auffassung, der Bundespräsident sei der oberste Notar oder Staatsnotar der Bundesrepublik, wertet das Amt eher ab und verkennt seine Funktionen. Vielmehr hat der Bundespräsident rechts- und verfassungswahrende Kontrollfunktionen sowie, (großteils) nicht im Grundgesetz ausdrücklich erwähnt, Repräsentations- und Integrationsfunktionen. Durch seine Handlungen und sein öffentliches Auftreten mache der Bundespräsident „den Staat selbst sichtbar“, er „repräsentiert die Existenz, Legitimität, Legalität und Einheit des Staates“.
Der Bundespräsident hat in seiner Funktion als Staatsoberhaupt unter anderem folgende Aufgaben und Kompetenzen:
II. Der Bund und die Länder:
- Er ordnet die Staatssymbole an (Art. 22 II GG).[59]

III. Der Bundestag
- Er beruft den Bundestag (abweichend von den Parlamentsbeschlüssen) (Art. 39 III 3 GG).[60]

V. Der Bundespräsident
- Er vertritt den Bund völkerrechtlich (Art. 59 I 1 GG).[61][62]
- Er beglaubigt diplomatische Vertreter (Art. 59 I 2 GG).[63]
- Er ernennt und entlässt Bundesrichter, Bundesbeamte[64], Offiziere und Unteroffiziere, sofern nichts anderes durch Anordnungen und Verfügungen bestimmt ist (Art. 60 I GG).[65][66]
- Er hat auf Bundesebene das Begnadigungsrecht[67], welches er allerdings teilweise an andere Bundeseinrichtungen delegiert hat; er kann aber keine Amnestie aussprechen (Art. 60 II GG).[68]

VI. Die Bundesregierung
- Er schlägt dem Deutschen Bundestag einen Kandidaten als Bundeskanzler zur Wahl vor, ernennt und entlässt ihn (Art. 63 I 1 GG).[69]
- Nach dreimalig gescheiterter Kanzlerwahl[70] (Art. 63 IV 3 GG) oder nach einer gescheiterten Vertrauensfrage hat er die Entscheidung zur Auflösung des Deutschen Bundestages (Art. 68 I GG).
- Auf Vorschlag des Bundeskanzlers ernennt und entlässt er Bundesminister (Art. 64 I 1 GG).[69]
- Er genehmigt die Geschäftsordnung der Bundesregierung (Art. 65 I 4 GG).[71][72]

VII. Die Gesetzgebung des Bundes
- Er fertigt Bundesgesetze durch seine Unterschrift aus[73] und lässt sie durch Bekanntmachung im Bundesgesetzblatt verkünden (Art. 82 I 1 GG).[74]

X a. Verteidigungsfall
- Er verkündet, dass der Verteidigungsfall festgestellt worden und eingetreten ist (Art. 115a IV 3 GG), und er gibt völkerrechtliche Erklärungen ab, wenn ein Angriff erfolgt (Art. 115a V 1 GG); der Bundespräsident hat insofern allein die Funktion der Kriegserklärung.[75]

Weiteres
- Er beruft eine Parteienfinanzierungskommission nach dem Parteiengesetz ein (§ 18 VI Parteiengesetz).[76]
- Er veranlasst Staatsakte aus wichtigem Anlass.[59][77][78]

Viele Tätigkeiten werden der Funktion des Bundespräsidenten als Staatsnotar zugeordnet. Im Normalfall bedürfen in der deutschen Verfassungswirklichkeit Anordnungen und Verfügungen des Bundespräsidenten nach Art. 58 des Grundgesetzes der Gegenzeichnung durch ein Mitglied der Bundesregierung, womit nach herrschender Meinung grundsätzlich alle amtlichen und politisch bedeutsamen Handlungen und Erklärungen gemeint sind. Dies bedeutet, der Bundespräsident kann keine Dekrete oder Erlasse gegen den Willen der Regierung erlassen und somit nicht an der Bundesregierung vorbei eigene politische Inhalte durchsetzen.
In bestimmten krisenhaften, im Grundgesetz klar definierten Situationen jedoch, in denen die Handlungsfähigkeit der Bundesregierung beeinträchtigt ist, wachsen dem Bundespräsidenten besondere Befugnisse zu, deren Ausübung teilweise nicht gegenzeichnungsbedürftig ist. Man spricht in dieser Hinsicht auch von machtpolitischen „Reservefunktionen“ des Bundespräsidenten.

### Staatssymbole und Staatsakte (Art. 22 GG)
Der Bundespräsident ist berechtigt, die Nationalhymne, Flagge, Wappen, Uniformen, Dienstkleidung, die Amtstracht der Richter des Bundes (mit Ausnahme der Richter des Bundesverfassungsgerichts) und deren Verwendung sowie Staatsakte und Staatsbegräbnisse anzuordnen, sofern jeweils nicht der Gesetzgeber wie etwa bei der Bundesflagge (Art. 22 GG) tätig geworden ist. Diese Anordnungen müssen jeweils von einem Mitglied der Bundesregierung gegengezeichnet werden. Als Hoheitszeichen führt der Bundespräsident – in Fortsetzung der Tradition der Reichspräsidenten der Weimarer Republik – eine Standarte mit einer Abbildung des früheren Reichsadlers, heute Bundesadler genannt. Bei Trauerfeierlichkeiten für einen verstorbenen Bundespräsidenten wird als Sargdecke nach der Staatspraxis der Bundesrepublik die Bundesdienstflagge verwendet, und nicht etwa die Standarte wie für Reichspräsidenten in Weimarer Zeit.
Die deutsche Nationalhymne wurde in Briefwechseln zwischen Bundespräsident Heuss und Bundeskanzler Adenauer 1952 beziehungsweise zwischen Bundespräsident von Weizsäcker und Bundeskanzler Kohl 1991 festgelegt. Die jeweilige Antwort der Bundeskanzler wird im Allgemeinen als Gegenzeichnung zur Verfügung des Bundespräsidenten interpretiert. Diese Deutung wird durch die Tatsache unterstützt, dass die Briefwechsel im Bundesgesetzblatt veröffentlicht wurden und dadurch einen quasi-offiziellen Charakter erhielten. Problematisch ist diese legere Praxis jedoch bei strafbewehrten Staatssymbolen unter dem Aspekt des Vorbehalts des Gesetzes.
Diese Befugnisse haben keine Grundlage im Grundgesetz oder einem Bundesgesetz. Die Mehrheit der Staatsrechtslehrer begründet sie daher mit der traditionellen Definitionshoheit von Staatsoberhäuptern über Staatssymbole („Ehrenhoheit“).

### Einberufung des Parlaments und Zusammenwirken (Art. 39 GG)
Gemäß Artikel 39 des Grundgesetzes kann der Bundespräsident jederzeit die Einberufung des Bundestags verlangen. Es ist zudem üblich, dass der Bundespräsident Bundestagsabgeordnete zu Gesprächen einlädt und das Präsidium des Bundestages sowie Parlamentsausschüsse zu Gesprächen empfängt. Durch derartige Begegnungen bekommt der Bundespräsident Informationen aus erster Hand und kann seinerseits Einfluss auf das politische Geschehen nehmen. Bisweilen nimmt der Bundespräsident selber an den Sitzungen des Bundestages teil, beteiligt sich jedoch üblicherweise nicht an den Debatten.

### Parteipolitische Neutralität (Art. 55 GG)
Im Grundgesetz ist eine etwaige parteipolitische Neutralität des Bundespräsidenten nicht festgeschrieben, jedoch ist eine eher überparteiliche Amtsführung Tradition. Daraus folgen laut Urteil des Bundesverfassungsgerichtes jedoch keine justiziablen Vorgaben für die Amtsausübung, so dass ein Amtsträger das Amt diesbezüglich auch anders führen könnte.

### Völkerrechtliche Vertretung und außenpolitisches Engagement (Art. 59 GG)
Der Bundespräsident vertritt völkerrechtlich die Bundesrepublik Deutschland, Art. 59 Absatz 1 Satz 1 GG. Er beglaubigt deutsche Vertreter (in der Regel durch Akkreditierungsbrief) und empfängt und bestätigt Vertreter Internationaler Organisationen und ausländischer Staaten in Deutschland durch Entgegennahme ihrer Akkreditierung Voraussetzung dafür ist die Zustimmung der Bundesregierung. Für den Abschluss völkerrechtlicher Verträge stellt der Bundespräsident deutschen Vertretern die erforderliche Vollmacht aus, und wenn diese unterzeichnet sind, verkündet er das Zustimmungs- und Transformationsgesetz und fertigt die Ratifikationsurkunde aus. Damit erklärt die Bundesrepublik im Außenverhältnis, den Vertrag für verbindlich und wirksam anzusehen. Die politische und materielle Entscheidung hierzu treffen allerdings die Bundesregierung und der Bundestag.
Der Bundespräsident unternimmt Staatsbesuche. Aus der zeitlichen Abfolge der besuchten Staaten lesen einige Beobachter einen Hinweis darauf ab, welche außenpolitischen Akzente der jeweilige Präsident voraussichtlich setzen möchte. Waren es anfangs häufig Frankreich und andere westliche Nachbarländer, so ist etwa Bundespräsident Köhler von dieser Regel abgewichen, indem er den ersten offiziellen Staatsbesuch seinem Geburtsland Polen, Deutschlands östlichem Nachbarn, abstattete.

### Auflösung des Parlaments (Art. 63, 68 GG)
Dem Bundespräsidenten steht in klar definierten Situationen das verfassungsmäßige Recht zu, den Bundestag aufzulösen:
- Sollte bei der Wahl des Bundeskanzlers der vorgeschlagene Kandidat für dieses Amt im dritten Wahlgang nur eine relative Mehrheit erhalten, muss der Bundespräsident innerhalb einer Woche entweder diesen ernennen (Minderheitsregierung) oder den Bundestag auflösen (Art. 63 Abs. 4 GG).
- Ebenso kann der Bundespräsident den Bundestag nach einer gescheiterten Vertrauensfrage auf Vorschlag des Bundeskanzlers auflösen (Art. 68 GG). Dies geschah bisher viermal:
  - 1972 durch Gustav Heinemann
  - 1983 durch Karl Carstens
  - 2005 durch Horst Köhler
  - 2024 durch Frank-Walter Steinmeier

Alle diese Auflösungen wurden von den jeweiligen Kanzlern bzw. Regierungsfraktionen bewusst herbeigeführt, um gewünschte Neuwahlen zu ermöglichen.
Das Bundesverfassungsgericht kam in Entscheidungen zu diesen Fällen zu der Ansicht, dass der Bundespräsident zu prüfen hat, ob der Bundeskanzler tatsächlich nicht mehr das Vertrauen des Bundestages besitzt oder ob dieser die Auflösung missbräuchlich betreiben will.

### Ernennung und Entlassung der Mitglieder der Bundesregierung (Art. 63, 69 GG)

#### Bundeskanzler (Art. 63 I GG)
Der Bundespräsident schlägt nach Art. 63 GG dem Bundestag einen Kandidaten für die Wahl zum Bundeskanzler vor. Rechtlich ist der Bundespräsident in seiner Entscheidung frei. Üblicherweise wird jedoch der Kandidat vorgeschlagen, der aufgrund der Stärke seiner Fraktion bzw. einer bestehenden oder sich bildenden Koalition mit der im ersten Wahlgang erforderlichen Zustimmung der Mehrheit der Mitglieder des Bundestages rechnen kann.
Sollte der Vorschlag im Bundestag keine absolute Mehrheit finden, so kann der Bundestag mit absoluter Mehrheit binnen vierzehn Tagen einen Bundeskanzler wählen, ohne dass dafür ein Vorschlag des Bundespräsidenten erforderlich ist. Gelingt dies nicht, so findet unverzüglich ein neuer Wahlgang statt, in dem gewählt ist, wer die meisten Stimmen erhält. Erreicht der Gewählte die absolute Mehrheit, so muss der Bundespräsident ihn ernennen. Erreicht der Gewählte nur die einfache Mehrheit, so hat der Bundespräsident binnen sieben Tagen entweder ihn zu ernennen oder den Bundestag aufzulösen.

#### Stellvertreter des Bundeskanzlers (Vizekanzler: Art. 69 I GG)
Ausschließlich Sache des Bundeskanzlers ist nach Art. 69 Abs. 1 GG die Auswahl und Ernennung eines Bundesministers zu seinem Stellvertreter, der in der Umgangssprache auch als Vizekanzler bezeichnet wird. Der Bundespräsident wirkt hieran nicht mit.

#### Mitglieder der Bundesregierung (Art. 64 GG)
Der Bundespräsident ernennt die vom Bundeskanzler Vorgeschlagenen zu Bundesministern. Inwieweit der Bundespräsident dabei personelle Auswahlkompetenzen besitzt, ist im Grundgesetz nicht geregelt. In der traditionell gelebten Verfassungsrealität hat der Bundespräsident ein formales Prüfungsrecht, also bspw. bezüglich der Frage, ob der Vorgeschlagene den formalen Anforderungen des Amtes entspricht (bspw. ob er Deutscher ist, das Mindestalter erfüllt etc.). Ein weitergehendes materielles oder personelles Prüfungsrecht ist zwar im Grundgesetz keineswegs ausgeschlossen, hat sich aber in der Verfassungswirklichkeit nicht entwickelt. Die heutige Tradition, dass sich der Bundespräsident in die Personalpolitik des Bundeskanzlers nicht einmischt, geht zurück auf ein diesbezügliches Ansinnen von Theodor Heuss, der sich vor der Ernennung der Minister des ersten Kabinetts Adenauer eine Ministerliste vorlegen lassen wollte. Adenauer wies diese Forderung jedoch zurück, Heuss gab nach und etablierte so die seither geübte Vorgehensweise, die auch bei der Entlassung eines Ministers oder Kabinetts angewendet wird.

#### Rücktritte und geschäftsführende Amtsführung
Der Bundespräsident kann einen Rücktritt des Bundeskanzlers nicht ablehnen; er muss den Kanzler in diesem Fall entlassen. Er muss auch im Falle des erfolgreichen Misstrauensvotums den bisherigen Amtsinhaber entlassen und den neu Gewählten ernennen. Der Bundespräsident kann nach Art. 69 Abs. 3 des Grundgesetzes einen entlassenen Bundeskanzler oder Bundesminister ersuchen, die Amtsgeschäfte bis zur Wahl eines Nachfolgers weiterzuführen. Er hat dies in aller Regel so gehandhabt. Einzige bedeutende Ausnahme bei einem Bundeskanzler war die Entlassung von Willy Brandt nach dessen Rücktritt 1974. Hier hatte Brandt darum gebeten, nicht mit der Weiterführung der Amtsgeschäfte betraut zu werden. Bundespräsident Gustav Heinemann entsprach diesem Wunsch; somit amtierte der soeben entlassene Vizekanzler Walter Scheel für einige Tage als Bundeskanzler.

### Bundeswehr und Verteidigungsfall (Art. 65a GG)
Im Gegensatz zum Reichspräsidenten und der Reichswehr stehen die Streitkräfte des Bundes (Bundeswehr) nicht in einer Jurisdiktion des Bundespräsidenten; die Gefahr eines Staats im Staate war deswegen nie gegeben. Die Befehls- und Kommandogewalt über die Bundeswehr liegt in Friedenszeiten beim Bundesverteidigungsminister. Weder der Bundespräsident noch der Bundeskanzler sind demnach in Friedenszeiten der Oberbefehlshaber der Bundeswehr. Allerdings geht die Befehls- und Kommandogewalt im Verteidigungsfall auf den Bundeskanzler über. Die Feststellung des Verteidigungsfalls, die auf Antrag der Bundesregierung durch den Bundestag bei Zustimmung des Bundesrates erfolgt, bedarf der Verkündung durch den Bundespräsidenten im Bundesgesetzblatt (Art. 115a Abs. 3 S. 1 GG). Sobald der Verteidigungsfall verkündet ist, kann der Bundespräsident mit Zustimmung des Bundestages völkerrechtliche Erklärungen über das Bestehen des Verteidigungsfalls abgeben.

### Arbeitsbeziehungen zur Bundesregierung
Der Bundespräsident selber nimmt nicht an den Kabinettssitzungen der Bundesregierung teil. Am Kabinettstisch sowie im Bundessicherheitsrat ist der Bundespräsident und sein Amt in der Person der Chefin des Bundespräsidialamtes im Rang einer Staatssekretärin repräsentiert. Jedoch empfängt der Bundespräsident in regelmäßigen Abständen den Bundeskanzler, einzelne Minister oder das gesamte Kabinett zu vertraulichen Konsultationen und Empfängen. Der Bundeskanzler informiert den Bundespräsidenten ferner über die laufenden Regierungsgeschäfte durch Übersendung der wesentlichen Unterlagen sowie durch schriftliche und persönliche Berichte über Angelegenheiten von Bedeutung. Auf Auslandsreisen wird der Bundespräsident oft von Fachministern und Staatssekretären der Bundesregierung begleitet. Auch pflegt das Bundespräsidialamt Arbeitsbeziehungen mit dem Bundeskanzleramt und den einzelnen Ministerien.

### Gesetzgebungsnotstand (Art. 81 GG)
Im Falle einer negativ ausgegangenen Vertrauensfrage des Bundeskanzlers im Bundestag ist der Bundespräsident auf Antrag der Bundesregierung und mit Zustimmung des Bundesrates befugt, aber nicht verpflichtet, den Gesetzgebungsnotstand nach Art. 81 GG zu erklären. Dieser Fall ist in der Geschichte der Bundesrepublik bisher noch nicht eingetreten

### Unterzeichnung und Prüfung von Gesetzen (Art. 82 GG)
Jedes Parlamentsgesetz bedarf zu seinem Inkrafttreten der Ausfertigung durch den Bundespräsidenten nach Art. 82 Abs. 1 Satz 1 GG. Die Bundespräsidenten haben bisher neun Mal, jedes Mal unter großer öffentlicher Beachtung, Bundesgesetze nicht „ausgefertigt“, das heißt nicht unterzeichnet. In einigen Fällen monierte der Bundespräsident Fehler im Gesetzgebungsverfahren, in anderen materielle Verstöße gegen das Grundgesetz.
- Heuss unterschrieb 1951 das Gesetz über die Verwaltung der Einkommen- und Körperschaftsteuer aus rein formalen Gründen nicht, weil keine Zustimmung des Bundesrats vorlag.
- Im Oktober 1961 verweigerte sein Nachfolger Heinrich Lübke dem Gesetz gegen den Betriebs- und Belegschaftshandel seine Unterschrift.[104] Er sah darin einen unzulässigen Eingriff in die Berufsfreiheit (Art. 12 Abs. 1 GG).
- Zweimal zeigte Heinemann dem Gesetzgeber seine Grenzen auf: Sowohl für das Ingenieurgesetz (1969) als auch für das Architektengesetz (1970) sah er keine Gesetzgebungskompetenz des Bundes gegeben.
- Das „Gesetz zur Erleichterung der Wehrdienstverweigerung“ wurde 1976 von Scheel gestoppt, der die Zustimmung des Bundesrats vermisste.
- Bundespräsident von Weizsäcker hielt 1991 das „10. Gesetz zur Änderung des Luftverkehrsgesetzes“, welches die formale Privatisierung der Luftverkehrsverwaltung vorsah, für materiell verfassungswidrig und unterzeichnete es nicht. Dies führte zur Einfügung des Art. 87d Abs. 1 Satz 2 in das Grundgesetz, der es dem Gesetzgeber freistellte, ob er die Luftverkehrsverwaltung in öffentlich-rechtlicher oder in privatrechtlicher Weise gestaltet. Daraufhin wurde das Gesetz erneut beschlossen und schließlich durch von Weizsäcker unterzeichnet.
- Horst Köhler unterschrieb im Oktober 2006 das Gesetz zur Neuregelung der Flugsicherung wegen Unvereinbarkeit mit Art. 87d Abs. 1 GG nicht.[105] Im Dezember 2006 wies er das Verbraucherinformationsgesetz zurück, da es aus seiner Sicht im Widerspruch zu Art. 84 Abs. 1 Satz 7 GG stand, der es dem Bund verbietet, per Gesetz den Gemeinden Aufgaben zu übertragen.[106]
- Nach mehrwöchiger Prüfung entschied Frank-Walter Steinmeier im Herbst 2020, dass er das Gesetz zur Bekämpfung des Rechtsextremismus und der Hasskriminalität nicht unterzeichnen werde.[107]

In neun Fällen unterzeichneten Bundespräsidenten zwar Gesetze, verbanden dies jedoch mit einer öffentlichen Erklärung über verfassungsmäßige Bedenken. So verhielten sich u. a. Carstens beim Staatshaftungsgesetz 1981, von Weizsäcker bei der Neuregelung der Parteienfinanzierung 1994, Herzog beim Atomgesetz 1994, Rau beim Zuwanderungsgesetz 2002, Köhler beim Luftsicherheitsgesetz 2006 und Steinmeier beim Gesetz zur Herstellung materieller Gerechtigkeit 2021.

#### Formelle Prüfungskompetenz
Der Bundespräsident hat bei der Unterzeichnung von Gesetzen ein formelles Prüfungsrecht, ob diese verfassungsgemäß zustande gekommen sind. Teile der Rechtswissenschaft sehen dies sogar als Prüfungspflicht. Zwar gab es früher in der Politikwissenschaft unterschiedliche Auffassungen, wie weit das formelle Prüfungsrecht des Bundespräsidenten reicht. In der aktuellen Praxis und im öffentlichen Selbstverständnis des Bundespräsidialamtes umfasst die formelle Prüfungskompetenz jedoch das ganze Gesetzgebungsverfahren. Die Vertreter der weitestgehenden formellen Prüfungskompetenz wollen auch die Überprüfung der Verwaltungszuständigkeiten vom formellen Prüfungsrecht des Bundespräsidenten erfasst sehen, dies führt beispielsweise dazu, dass der Bundespräsident im Rahmen seiner formellen Prüfungskompetenz auch das Verbot der Aufgabenübertragung des Bundes an Gemeinden und Gemeindeverbände (Art. 85 Abs. 1 Satz 2 GG) überprüfen darf.

#### Materielle Prüfungskompetenz
Bei der materiellen Prüfungskompetenz handelt es sich um die Möglichkeit des Bundespräsidenten, ein ihm zur Unterzeichnung vorgelegtes Gesetz auf seine inhaltliche Übereinstimmung mit dem Grundgesetz zu überprüfen und seine Unterzeichnung von seinem Prüfungsergebnis abhängig zu machen. Unterzeichnet der Bundespräsident nicht, tritt das Gesetz nicht in Kraft (→ Gesetzgebungsverfahren (Deutschland)). Die materielle Prüfungskompetenz des Bundespräsidenten gehört zur Verfassungswirklichkeit der Bundesrepublik Deutschland. Das Instrument der Blockade eines Gesetzes über den Weg der materiellen Prüfungskompetenz wurde jedoch bislang von den amtierenden Bundespräsidenten stets nur zurückhaltend in seiner de facto Veto-Funktion eingesetzt (→ Liste nicht ausgefertigter Gesetze). In den Politik- und Rechtswissenschaften gibt es bezüglich des Umfangs der Prüfungskompetenz hinsichtlich des materiellen Rechts verschiedene Sichtweisen, in der offiziellen Darstellung des Amtes selbst ist dies jedoch unstrittig.

#### Konsequenzen
Wird ein Gesetz vom Bundespräsidenten nicht unterschrieben, so kommt es nicht zustande.
Der Politik verbleiben als Möglichkeiten
- die (verfassungskonforme) Änderung des Gesetzes selbst,
- die Änderung des als verletzt beanstandeten Artikels des Grundgesetzes (mit Zweidrittelmehrheiten in Bundestag und Bundesrat, vgl. Art. 79 Abs. 2 GG),
- Organstreit vor dem Bundesverfassungsgericht mit dem Ziel, die Verfassungsmäßigkeit des Gesetzes und damit die Unrechtmäßigkeit der Verweigerung festzustellen und
- den Bundespräsidenten, was bisher noch nie erfolgt ist, vor dem Bundesverfassungsgericht anzuklagen, was zu dessen Amtsenthebung führen kann. Der Antrag auf Erhebung der Anklage muss dabei von mindestens einem Viertel der Mitglieder des Bundestages oder einem Viertel der Stimmen des Bundesrates gestellt werden, während die Anklage selbst von zwei Dritteln der Bundestags- oder Bundesratsmitglieder erhoben werden muss (Art. 61 Abs. 1 GG).

### Ernennung einer ständigen Wahlkreiskommission (§ 3 II BWahlG)
Der Bundespräsident ernennt eine ständige Wahlkreiskommission. Sie besteht aus dem Präsidenten des Statistischen Bundesamtes, einem Richter des Bundesverwaltungsgerichts und fünf weiteren Mitgliedern.(§ 3 II [Wahlkreiskommission und Wahlkreiseinteilung] Bundeswahlgesetz). Die Wahlkreiskommission ist ein parteipolitisch unabhängiges, weisungsfreies Sachverständigengremium, das für die Entscheidung des Deutschen Bundestages über die Wahlkreiseinteilung für die jeweils nächste Bundestagswahl maßgebliche Vorarbeit leistet. Aufgabe der Wahlkreiskommission ist es, über Änderungen der Bevölkerungszahlen im Wahlgebiet zu berichten und darzulegen, ob und welche Änderungen der Wahlkreiseinteilung sie im Hinblick darauf für erforderlich hält.

### Karitatives Engagement
Der Bundespräsident übernimmt eine Reihe von Schirmherrschaften über von ihm persönlich für sinnvoll erachtete Projekte, falls diese eine positive Wirkung für Deutschland entfalten. Auch wenn der Bundespräsident nicht an die Übernahme von Schirmherrschaften seiner Vorgänger gebunden ist, führt er etliche hiervon weiter, so die Schirmherrschaft über die Deutsche Gesellschaft zur Rettung Schiffbrüchiger (DGzRS) und das Deutsche Rote Kreuz (DRK). Ebenso verleiht der Bundespräsident Preise, darunter den Deutschen Zukunftspreis, und gratuliert zu Jubiläen wie dem 65. Hochzeitstag oder dem 100. Geburtstag. Ebenfalls übernimmt er die Ehrenpatenschaft für das siebte Kind in einer Familie, wenn die Eltern dies wünschen.

### Reden

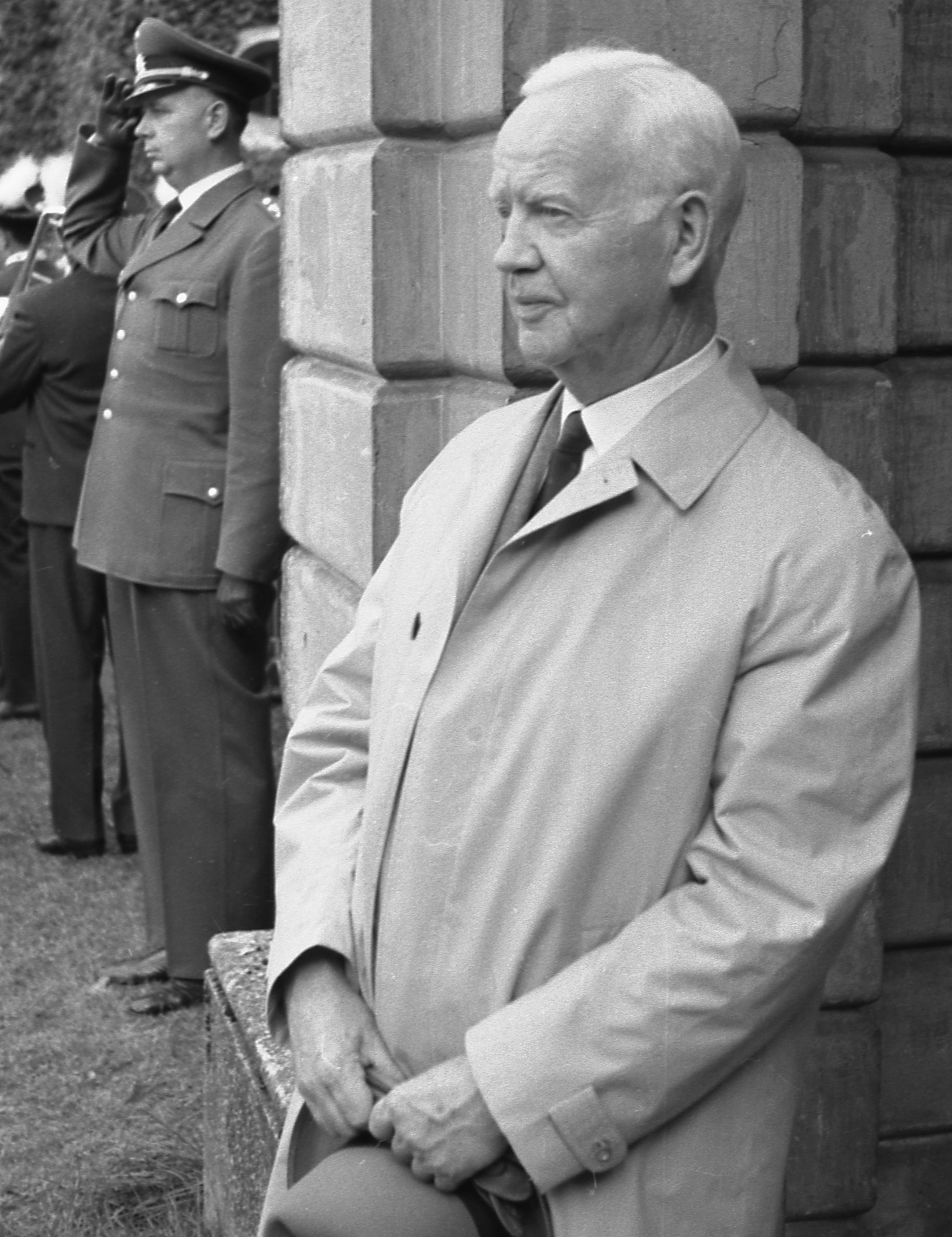
Bundespräsident Heinrich Lübke zu Besuch in Kirchheim in Schwaben

Der Bundespräsident erzielt einen wesentlichen Teil seiner politischen Wirkung durch Reden, die gesellschaftliche Debatten aufgreifen oder anstoßen. Als Beispiele hierfür gelten die Weizsäcker-Rede anlässlich des 40. Jahrestages der Beendigung des Zweiten Weltkrieges 1985 und die so genannte „Ruck-Rede“ von Roman Herzog 1997. Wie kein anderer Politiker ist der Präsident von der Tagespolitik unabhängig und kann so wesentlich freier Themen und Zeitpunkt seiner Äußerungen bestimmen.

## Stellvertretung des Bundespräsidenten (Art. 57 GG)
Ein gesondertes Amt des Vizepräsidenten sieht das Grundgesetz nicht vor. Art. 57 GG bestimmt lediglich: „Die Befugnisse des Bundespräsidenten werden im Falle seiner Verhinderung oder bei vorzeitiger Erledigung des Amtes durch den Präsidenten des Bundesrates wahrgenommen“. Dies gilt unabhängig davon, ob der Bundespräsident nur zeitweilig abwesend oder aber amtsunfähig ist. Häufig kommt es auch zu einer teilweisen Vertretung, etwa wenn der Bundespräsident auf Staatsbesuch ist und dabei seinen (außenpolitischen) Verpflichtungen nachkommt, andererseits aber ein Gesetz unterschrieben werden muss. Das Gesetz wird dann regelmäßig „für den Bundespräsidenten“ vom (nicht weisungsabhängigen) Bundesratspräsidenten unterzeichnet.
Bis zur Wahl des ersten Bundespräsidenten Theodor Heuss am 12. September 1949 fungierte der am 7. September 1949 gewählte erste Bundesratspräsident Karl Arnold für 5 Tage, bis zu seiner Amtseinführung als kommissarisches Staatsoberhaupt. Zuvor war das Amt nicht besetzt.
Durch den Rücktritt Horst Köhlers vom Amt des Bundespräsidenten am 31. Mai 2010 erhielt das Vertretungsrecht abermals größere Bedeutung. Bis zur Wahl des Nachfolgers Christian Wulff am 30. Juni 2010 führte Bundesratspräsident Jens Böhrnsen die Amtsgeschäfte des Bundespräsidenten weiter. Am 17. Februar 2012, als Christian Wulff zurücktrat, übernahm Bundesratspräsident Horst Seehofer die Geschäfte des Bundespräsidenten, bis das Amt durch die Wahl Joachim Gaucks am 18. März 2012 neu besetzt wurde.

## Ende der Amtszeit (Art. 54, 61 GG)
Der Bundespräsident wird traditionell mit einem Großen Zapfenstreich aus seinem Amt verabschiedet. Bisher lehnte dies nur Heinemann ab.
Die Amtszeit endet vorzeitig, wenn der Bundespräsident
- stirbt,
- zurücktritt (Demissionserklärung Heinrich Lübkes vom 14. Oktober 1968 zum Ablauf des 30. Juni 1969, Rücktritt Horst Köhlers am 31. Mai 2010 und Christian Wulffs am 17. Februar 2012),
- seine Wählbarkeit verliert, indem er
  - die deutsche Staatsangehörigkeit aufgibt oder
  - das (aktive bzw. passive) Wahlrecht durch Richterspruch verliert, oder
- nach Art. 61 GG seines Amtes enthoben wird (Abschnitt Juristischer Sonderstatus und Möglichkeit der Amtsenthebung).

In diesem Fall tritt die Bundesversammlung nach Art. 54 Abs. 4 Satz 1 GG spätestens 30 Tage nach der Erledigung des Amtes zusammen und wählt einen Bundespräsidenten, dessen Amtszeit unmittelbar nach der Annahme der Wahl beginnt. Bis zur Neuwahl übt der Präsident des Bundesrates die Befugnisse des Bundespräsidenten nach Art. 57 GG aus.
Im Verteidigungsfall kann sich die Amtszeit des Bundespräsidenten nach Art. 115h GG verlängern. Die Amtszeit des Bundespräsidenten oder die Wahrnehmung der Befugnisse durch den Präsidenten des Bundesrates im Vertretungsfall enden in diesem Falle neun Monate nach Beendigung des Verteidigungsfalles.

## Amtssitz und Hoheitszeichen

### Amtssitz

Schloss Bellevue

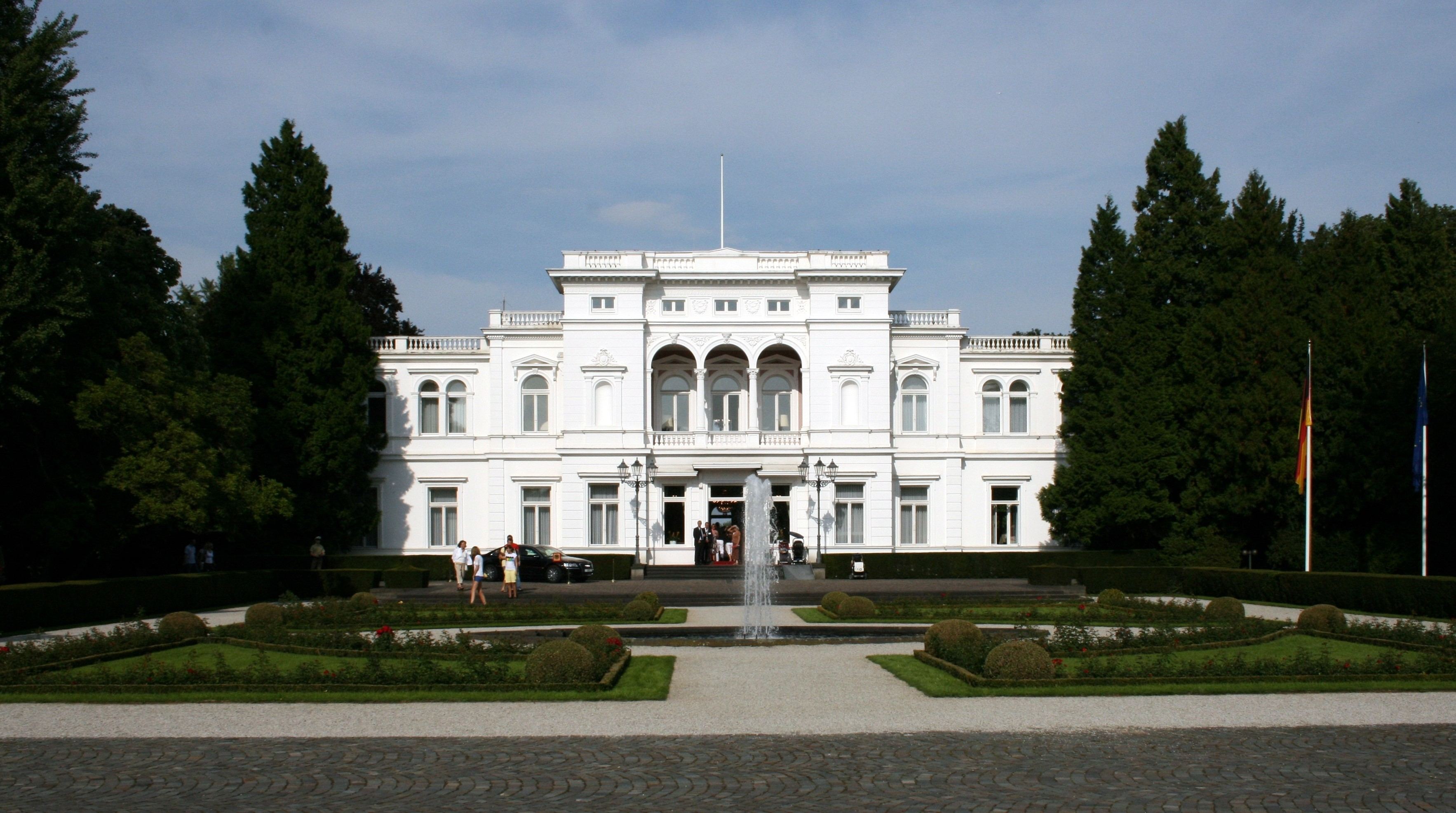
Villa Hammerschmidt

Erster Amtssitz des Bundespräsidenten ist das Schloss Bellevue in Berlin-Tiergarten, zweiter Amtssitz die Villa Hammerschmidt in Bonn-Gronau. Das 1998 eingeweihte Bundespräsidialamt – wegen seiner Form auch „Präsidentenei“ genannt – befindet sich in unmittelbarer Nähe zum Schloss Bellevue.
Nach der Gründung der Bundesrepublik gab es zunächst nur den Amtssitz in Bonn; 1956 wurde das Schloss Bellevue zum zweiten Amtssitz erklärt. Bevor der erste Bundespräsident Theodor Heuss Ende 1950 die Villa Hammerschmidt bezog, war 1949/1950 die spätere sowjetische Botschaft auf der Bad Godesberger Viktorshöhe der Amtssitz.

### Amtswohnung
Nach dem letzten größeren Umbau von Schloss Bellevue steht dort keine Privatwohnung mehr für den Bundespräsidenten zur Verfügung. Stattdessen kann er als Amtswohnung die Villa Wurmbach in der Pücklerstraße (Berlin-Dahlem) nutzen.
Die Villa Wurmbach ist umschlossen von jenem Areal, auf dem die gemeinsame Zentrale von Ahnenerbe und Institut für Wehrwissenschaftliche Zweckforschung ihre Arbeit und ihre Verbrechen steuerten. Die Villa selbst, bis Februar 1933 im Besitz von Hugo Heymann, wurde unter dubiosen Umständen arisiert und in einem bemerkenswerten Verfahren nach Kriegsende nicht restituiert.

### Standarte und Amtsinsignie
Die Standarte des Bundespräsidenten ist ein rotgerändertes, goldfarbenes Quadrat, in dem sich der Bundesadler, schwebend, nach der Stange gewendet, befindet. Das Verhältnis der Breite des roten Randes zur Höhe der Standarte ist wie 1:12. Wenn der Bundespräsident in Berlin verweilt oder abwesend ist, ohne am Aufenthaltsort eine offizielle Residenz (etwa bei einem Staatsbesuch) einzurichten, ist der Stander am Schloss Bellevue gesetzt, andernfalls nicht. Die Standarte des Bundespräsidenten wurde schon für den Reichspräsidenten bis 1933 verwendet.
Der Bundespräsident trägt als Amtsinsignie die höchste Klasse des Bundesverdienstkreuzes, die Sonderstufe des Großkreuzes. Der Bundespräsident ist der einzige Träger des Verdienstordens der Bundesrepublik Deutschland, dem dieser nicht verliehen wird, sondern der ihn kraft Amtes trägt. Der Sonderstatus als Staatsoberhaupt ergibt sich nach Herzog aus althergebrachten Begriffen des Ordensrechts, aufgrund deren er wahrscheinlich als „Ordensherr“ oder als „Großmeister“ zu bezeichnen wäre, welche jedoch als überholt gelten. Der förmlich-feierliche Akt, wie der Bundespräsident in den Besitz der Ordensinsignien – „Sonderstufe zum Großkreuz des Verdienstordens der Bundesrepublik Deutschland“ kommen soll, hat in der Geschichte Schwierigkeiten bereitet. Laut Protokoll fand in den ersten Jahren der Bundesrepublik der neue Bundespräsident die Insignien einfach auf dem Schreibtisch seines Amtszimmers vor. Heute werden ihm diese vom Präsidenten des Bundestages im Rahmen eines kleinen feierlichen Empfanges übergeben, zu dem sich die Verfassungsorgane ohnehin vor der feierlichen Eidesleistung nach Art. 56 zusammenfinden.

### Reisemittel und Kennzeichen
Dem Bundespräsidenten stehen für die Wahrnehmung seiner Amtsgeschäfte verschiedene Reisemittel zur Verfügung. Der Dienstwagen des Bundespräsidenten ist eine gepanzerte Limousine aus der Oberklasse eines in der Regel deutschen Herstellers. Er hat das amtliche Sonderkennzeichen „0 – 1“. Im offiziellen Einsatz wird die Standarte des Bundespräsidenten am rechten Kotflügel gesetzt. Der Wagen wird stets von einem Beamten des Bundeskriminalamts (Personenschützer) mit Sonderqualifizierung im Führen von besonders schweren und gepanzerten Fahrzeugen unter besonderen Bedingungen gesteuert.
Für weitere Reisen nutzt der Bundespräsident die Flugzeuge und Hubschrauber der Flugbereitschaft des Bundesministeriums der Verteidigung oder Hubschrauber der Bundespolizei.

## Juristischer Sonderstatus und Möglichkeit der Amtsenthebung

### Privilegien im Straf- und Zivilrecht
Wenn der Bundespräsident als Zeuge in einem Verfahren aussagen soll, muss er in seiner Wohnung vernommen werden. Zur Hauptverhandlung wird er nicht geladen. Das Protokoll über seine gerichtliche Vernehmung ist in der Hauptverhandlung zu verlesen. Dies ergibt sich für den Zivilprozess aus § 375 Abs. 2 ZPO und für den Strafprozess aus § 49 StPO. Der Bundespräsident kann weiterhin das Zeugnis verweigern, wenn die Ablegung des Zeugnisses dem Wohl des Bundes oder eines deutschen Landes Nachteile bereiten würde, vgl. § 54 Abs. 3 StPO.
Wer sich wegen Verunglimpfung des Bundespräsidenten (§ 90 StGB) strafbar macht, wird strafrechtlich verfolgt, wenn der Bundespräsident die Strafverfolgungsbehörden dazu ermächtigt. Eine Nötigung des Bundespräsidenten (§ 106 StGB) wird auch ohne dessen Einverständnis verfolgt.
Während seiner Amtszeit genießt der Bundespräsident strafrechtliche Immunität, die auf staatsanwaltschaftlichen Antrag hin vom Bundestag mit Mehrheitsbeschluss aufgehoben werden kann. Der Bundespräsident kann nicht abgewählt werden. Die einzige Möglichkeit, ihn seines Amtes zu entheben, ist die Präsidentenanklage vor dem Bundesverfassungsgericht nach Art. 61 GG.

### Präsidentenanklage
Die Präsidentenanklage kann gemäß dem Grundgesetz auf Antrag „von mindestens einem Viertel der Mitglieder des Bundestages oder einem Viertel der Stimmen des Bundesrates“ durch Beschluss mit einer Zweidrittelmehrheit von Bundestag oder Bundesrat beim Bundesverfassungsgericht eingereicht werden. Die Anklage gegen den Bundespräsidenten wegen vorsätzlicher Verletzung des Grundgesetzes oder eines anderen Bundesgesetzes wird durch Einreichung einer Anklageschrift beim Bundesverfassungsgericht erhoben. Die Anklage kann nur binnen drei Monaten, nachdem der ihr zugrunde liegende Sachverhalt der antragsberechtigten Körperschaft bekannt geworden ist, erhoben werden. Die Anklageschrift muss die Handlung oder Unterlassung, derentwegen die Anklage erhoben wird, die Beweismittel und die Bestimmung der Verfassung oder des Gesetzes, die verletzt sein soll, bezeichnen. Sie muss die Feststellung enthalten, dass der Beschluss auf Erhebung der Anklage mit der Mehrheit von zwei Dritteln der gesetzlichen Mitgliederzahl des Bundestages oder von zwei Dritteln der Stimmen des Bundesrates gefasst worden ist. Die Einleitung und Durchführung des Verfahrens wird durch den Rücktritt des Bundespräsidenten, durch sein Ausscheiden aus dem Amt oder durch Auflösung des Bundestages oder den Ablauf seiner Wahlperiode nicht berührt. Die Anklage kann bis zur Verkündung des Urteils auf Grund eines Beschlusses der antragstellenden Körperschaft zurückgenommen werden. Der Beschluss bedarf der Zustimmung der Mehrheit der gesetzlichen Mitgliederzahl des Bundestages oder der Mehrheit der Stimmen des Bundesrates. Das Bundesverfassungsgericht kann zur Vorbereitung der mündlichen Verhandlung eine Voruntersuchung anordnen; es muss sie anordnen, wenn der Vertreter der Anklage oder der Bundespräsident sie beantragt. Die Durchführung der Voruntersuchung ist einem Richter des nicht zur Entscheidung in der Hauptsache zuständigen Senats zu übertragen. Nach Erhebung der Anklage kann das Bundesverfassungsgericht per einstweiliger Anordnung erklären, dass der Präsident an der Ausübung seines Amtes verhindert ist. Das Bundesverfassungsgericht entscheidet auf Grund mündlicher Verhandlung. Zur Verhandlung ist der Bundespräsident zu laden. Dabei ist er darauf hinzuweisen, dass ohne ihn verhandelt wird, wenn er unentschuldigt ausbleibt oder ohne ausreichenden Grund sich vorzeitig entfernt. In der Verhandlung trägt der Beauftragte der antragstellenden Körperschaft zunächst die Anklage vor. Sodann erhält der Bundespräsident Gelegenheit, sich zur Anklage zu erklären. Hierauf findet die Beweiserhebung statt. Zum Schluss wird der Vertreter der Anklage mit seinem Antrag und der Bundespräsident mit seiner Verteidigung gehört. Er hat das letzte Wort. Das Bundesverfassungsgericht stellt im Urteil fest, ob der Bundespräsident einer vorsätzlichen Verletzung des Grundgesetzes oder eines genau zu bezeichnenden Bundesgesetzes schuldig ist. Kommt es im Verfahren dann zu dem Schluss, der Bundespräsident habe vorsätzlich gegen das Grundgesetz oder gegen ein Bundesgesetz verstoßen, kann es ihn des Amtes entheben. Im Falle der Verurteilung kann das Bundesverfassungsgericht den Bundespräsidenten seines Amtes für verlustig erklären. Mit der Verkündung des Urteils tritt der Amtsverlust ein.
Das Instrument der Präsidentenanklage wurde in der Geschichte der Bundesrepublik Deutschland bisher noch nie angewandt.

## Bezüge

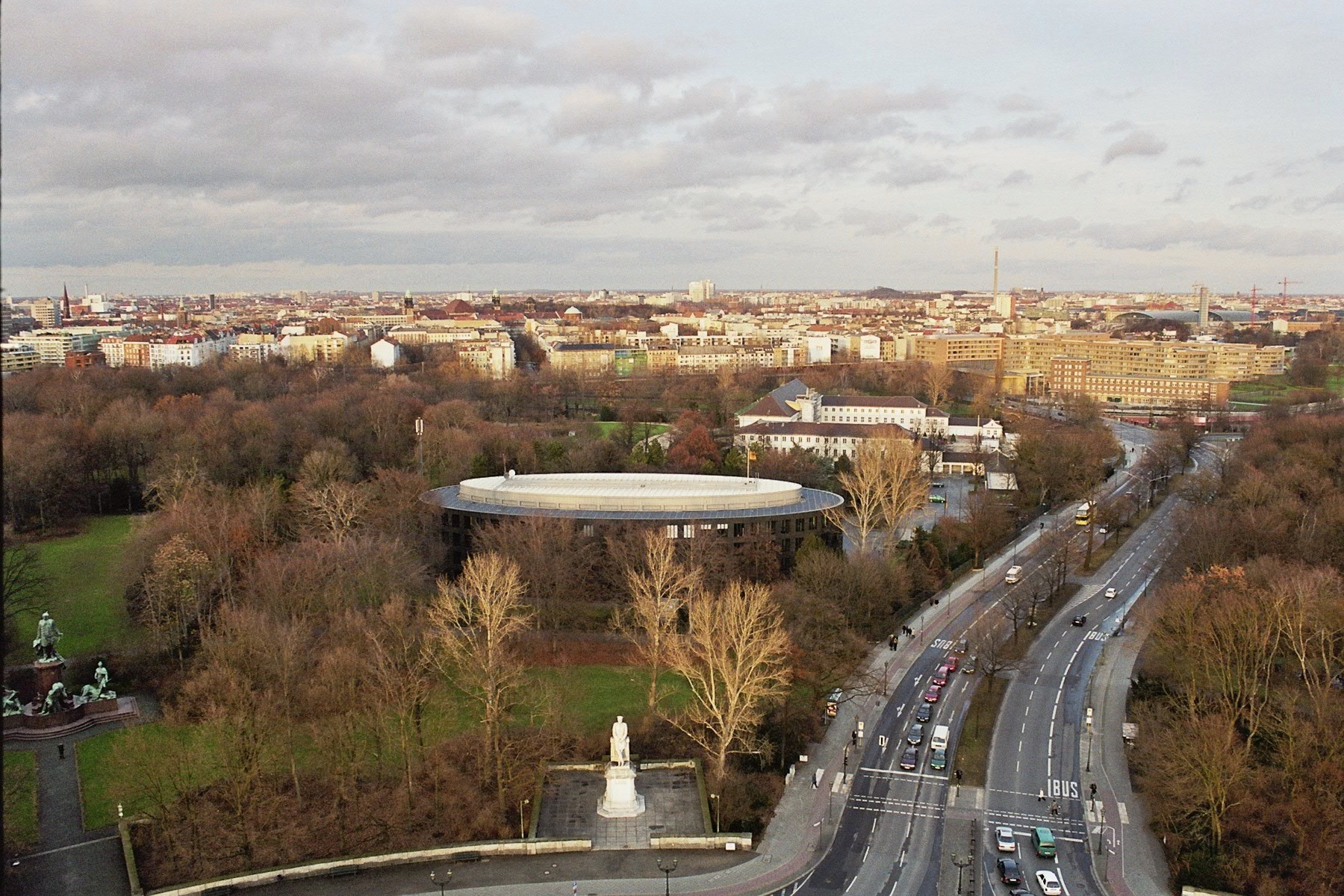
Blick auf das Bundespräsidialamt (Hauptsitz)

### Amtsbezüge
Der Anspruch auf Besoldung ergibt sich dem Grunde nach aus Art. 55 Abs. 2 des Grundgesetzes. Danach darf der Bundespräsident „kein anderes besoldetes Amt“ ausüben, woraus im Umkehrschluss folgt, dass auch sein Amt ein besoldetes ist. Die Höhe der Besoldung ist nicht gesetzlich geregelt, sondern ergibt sich aus einer bloßen Erläuterung zu Titel 421 01-011 im Einzelplan 0101 des jährlichen Bundeshaushaltsgesetzes. Damit wird gemäß § 3 der Bundeshaushaltsordnung aber kein Anspruch des Bundespräsidenten begründet, sondern nur das Bundespräsidialamt ermächtigt, die veranschlagten Ausgaben zu leisten. Auf dieser Grundlage erhält der Bundespräsident Amtsbezüge in Höhe von zehn Neunteln der Bezüge des Bundeskanzlers. Diese sind in § 11 Abs. 1 des Bundesministergesetzes in Verbindung mit dem Gesetz über die Nichtanpassung von Amtsgehalt und Ortszuschlag der Mitglieder der Bundesregierung und der Parlamentarischen Staatssekretäre geregelt. Hinzu tritt freie Amtswohnung mit Ausstattung und Aufwandsgeld (Aufwandsentschädigung) in Höhe von 78.000 Euro, aus dem auch die Löhne des Hauspersonals zu zahlen sind.
Die Amtsbezüge betragen im September 2023 laut Bundeshaushaltsplan 2023 21.666 Euro im Monat.

### Ruhebezüge
Die Bezüge nach dem Ausscheiden aus dem Amt regelt das Gesetz über die Ruhebezüge des Bundespräsidenten (BPräsRuhebezG) vom 17. Juni 1953. Seit 1959 werden die Amtsbezüge mit Ausnahme der Aufwandsgelder gewöhnlich als Ehrensold auf Lebenszeit weitergezahlt. Das gilt auch bei einem Ausscheiden aus politischen oder gesundheitlichen Gründen vor Ablauf der Amtszeit. Versorgungsbezüge aus einer anderweitigen Tätigkeit im öffentlichen Dienst werden auf den Ehrensold angerechnet, der sich dann dementsprechend verringert. Ein Aufwandsgeld wird nach dem Ausscheiden aus dem Amt nicht mehr gezahlt.
Die Amts- und Ruhebezüge des Bundespräsidenten unterliegen der Versteuerung (Einkommensteuer, Solidaritätszuschlag und ggf. Kirchensteuer).

### Fortdauernde Amtsausstattung zur Wahrnehmung nachwirkender Aufgaben
Nicht um eine Versorgungsregelung handelt es sich bei der fortdauernden Amtsausstattung zur Wahrnehmung nachwirkender Aufgaben, die in der Staatspraxis in unterschiedlichem Umfang auch anderen Amtsinhabern gewährt wird, z. B. ehemaligen Bundeskanzlern und Bundestagspräsidenten. Mangels gesetzlicher Regelung besteht darauf kein Anspruch, sondern es handelt sich um eine Ermessensentscheidung. Werden Leistungen gewährt, können sie nach sachlichen Gesichtspunkten unterschiedlich bemessen werden, z. B. abhängig von der Zeit, die seit dem Ausscheiden verstrichen ist. Dementsprechend sieht der Beschluss des Haushaltsausschusses vom 20. März 2019 vor, dass die Personalausstattung der Büros zukünftiger ehemaliger Bundespräsidenten nach Ablauf von zehn Jahren um eine Referentenstelle verringert wird. Die fortdauernde Amtsausstattung ehemaliger Bundespräsidenten umfasst lebenslang ein Büro im Bundespräsidialamt – jedoch nicht in dessen Gebäude – mit Personal, Reisen, Dienstfahrzeugen und Fahrer. Der Bundesrechnungshof hat dies 2018 als „Automatismus der ‚lebenslangen Vollausstattung‘“ bezeichnet und außerdem beanstandet, dass in der Verwaltungspraxis auch rein private Aufwendungen, Aufgaben der Ehefrauen und Unterstützung bei Nebentätigkeiten vom Bund finanziert wurden. Die bislang längste Gewährung einer Amtsausstattung für nachwirkende Aufgaben erstreckte sich über 37 Jahre nach einer fünfjährigen Amtszeit.

## Vom Bundespräsidenten verliehene und anerkannte Ehrenzeichen
Als „Repräsentant der Ehrenhoheit des Bundes“ verleiht der Bundespräsident neben dem Verdienstorden der Bundesrepublik Deutschland folgende Ehrenzeichen:
- das Silberne Lorbeerblatt für herausragende sportliche Leistungen[147] (von 1978 bis 1993 auch die Silbermedaille für den Behindertensport[148][149]),
- das Grubenwehr-Ehrenzeichen für besondere Verdienste um das Grubenrettungswesen[150],
- die Zelter-Plakette aus Anlass des 100-jährigen Bestehens einer Chorvereinigung[151],
- die Pro-Musica-Plakette aus Anlass des 100-jährigen Bestehens einer Musikvereinigung[151],
- die Eichendorff-Plakette aus Anlass des mindestens 100-jährigen Bestehens von Wander- und Gebirgsvereinen[152],
- die Sportplakette aus Anlass des 100-jährigen Bestehens von Sportvereinen[152].

Außerdem gibt es eine Reihe von Ehrenzeichen staatlicher Stellen und nichtstaatlicher Organisationen, die vom Bundespräsidenten offiziell anerkannt sind, nämlich der Orden Pour le Mérite für Wissenschaft und Künste, das Ehrenzeichen des Deutschen Roten Kreuzes, das Deutsche Feuerwehr-Ehrenkreuz, die Medaille für Rettung aus Seenot der Deutschen Gesellschaft zur Rettung Schiffbrüchiger, das Ehrenzeichen der Deutschen Verkehrswacht, das Ehrenzeichen des Johanniterordens, die Goethe-Medaille, das Ehrenzeichen des Technischen Hilfswerks, das Ehrenzeichen der Bundeswehr, die Einsatzmedaille der Bundeswehr, die Einsatzmedaille Fluthilfe 2002, das Deutsche Sportabzeichen, das Deutsche Rettungsschwimmabzeichen der Deutschen Lebens-Rettungs-Gesellschaft und das Rettungsschwimmabzeichen des Deutschen Roten Kreuzes.
Orden und Ehrenzeichen können nur vom Bundespräsidenten oder mit seiner Genehmigung gestiftet und verliehen werden. Der Stiftungserlass sowie die Genehmigung sind im Bundesgesetzblatt zu verkünden.

## Weitere Zuwendungen des Bundespräsidenten
Im Rahmen der von Theodor Heuss gegründeten Deutschen Künstlerhilfe gewährt der Bundespräsident verdienten oder in Bedrängnis geratenen Künstlern als laufende Zuwendung einen „Ehrensold“ oder lässt ihnen eine einmalige Zuwendung zukommen. Die besondere Verpflichtung des deutschen Staates für kinderreiche Familien bringt der Bundespräsident durch die Übernahme einer Ehrenpatenschaft für das siebte Kind einer Familie zum Ausdruck. Bei besonderen Jubiläen spricht er seine Glückwünsche aus.

## Die bisherigen Bundespräsidenten der Bundesrepublik Deutschland
| Nr. | Nr. | Name (Lebensdaten)                 | Partei     | Beginn der Amtszeit | Ende der Amtszeit | Tage | Vollendete Amtszeiten       | Wahl(en)  |
| --- | --- | ---------------------------------- | ---------- | ------------------- | ----------------- | ---- | --------------------------- | --------- |
|     |     | Amt vakant                         | Amt vakant | 23.05.1949          | 12.09.1949        | 112  |                             |           |
|     | 01  | Theodor Heuss (1884–1963)          | FDP        | 1 12.09.1949 1      | 12.09.1959        | 3653 | 2                           | 1949/1954 |
|     | 02  | Heinrich Lübke (1894–1972)         | CDU        | 13.09.1959          | 30.06.1969        | 3579 | 1; in der 2. zurückgetreten | 1959/1964 |
|     | 03  | Gustav Heinemann (1899–1976)       | SPD        | 01.07.1969          | 30.06.1974        | 1826 | 1                           | 1969      |
|     | 04  | Walter Scheel (1919–2016)          | FDP        | 01.07.1974          | 30.06.1979        | 1826 | 1                           | 1974      |
|     | 05  | Karl Carstens (1914–1992)          | CDU        | 01.07.1979          | 30.06.1984        | 1827 | 1                           | 1979      |
|     | 06  | Richard von Weizsäcker (1920–2015) | CDU        | 01.07.1984          | 30.06.1994        | 3652 | 2                           | 1984/1989 |
|     | 07  | Roman Herzog (1934–2017)           | CDU        | 01.07.1994          | 30.06.1999        | 1826 | 1                           | 1994      |
|     | 08  | Johannes Rau (1931–2006)           | SPD        | 01.07.1999          | 30.06.2004        | 1827 | 1                           | 1999      |
|     | 09  | Horst Köhler (1943–2025)           | CDU        | 01.07.2004          | 231.05.2010 2     | 2161 | 1; in der 2. zurückgetreten | 2004/2009 |
|     |     | Amt vakant                         | Amt vakant | 01.06.2010          | 29.06.2010        | 29   |                             |           |
|     | 10  | Christian Wulff (* 1959)           | CDU        | [1]30.06.2010       | 317.02.2012 3     | 598  | zurückgetreten              | 2010      |
|     |     | Amt vakant                         | Amt vakant | 18.02.2012          | 17.03.2012        | 29   |                             |           |
|     | 11  | Joachim Gauck (* 1940)             | parteilos  | 18.03.2012          | 18.03.2017        | 1827 | 1                           | 2012      |
|     | 12  | Frank-Walter Steinmeier (* 1956)   | SPD        | 19.03.2017          | 18.03.2027        | 3062 | 1; in der 2. amtierend      | 2017/2022 |

Theodor Heuss und Richard von Weizsäcker sind die bisher einzigen Bundespräsidenten, die zwei vollständige Amtszeiten absolviert haben. Heinrich Lübke, Horst Köhler und Christian Wulff beendeten durch ihren Rücktritt vom Amt des Bundespräsidenten ihre Amtszeit vorzeitig.
Obwohl bereits mehrere Frauen für das Amt der Bundespräsidentin vorgeschlagen wurden (Bundesversammlungen in Deutschland), wurde das Amt bisher nur von männlichen Personen bekleidet. Die offizielle Anrede für eine weibliche Amtsinhaberin lautet Frau Bundespräsidentin.
Anmerkungen:

### Theodor Heuss (1949–1959)

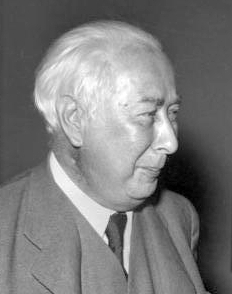
Theodor Heuss

Theodor Heuss wurde am 12. September 1949 durch die erste Bundesversammlung zum ersten bundesdeutschen Staatsoberhaupt gewählt. Als erster Bundespräsident prägte er das Amt in besonderer Weise. Eine dritte Amtszeit, zu der eine Grundgesetzänderung nötig gewesen wäre, lehnte er ab, da er die Schaffung einer „lex Heuss“ vermeiden wollte.
Der Liberale war bereits in der Weimarer Republik von 1924 bis 1928 als Mitglied der Deutschen Demokratischen Partei (DDP) und dann, von 1930 bis 1933, in deren Nachfolgepartei, der Deutschen Staatspartei (DStP), Volksvertreter im Reichstag. 1933 stimmte Heuss im Deutschen Reichstag – wegen der informellen Fraktionsdisziplin – dem Ermächtigungsgesetz vom 24. März 1933 zu.

### Heinrich Lübke (1959–1969)

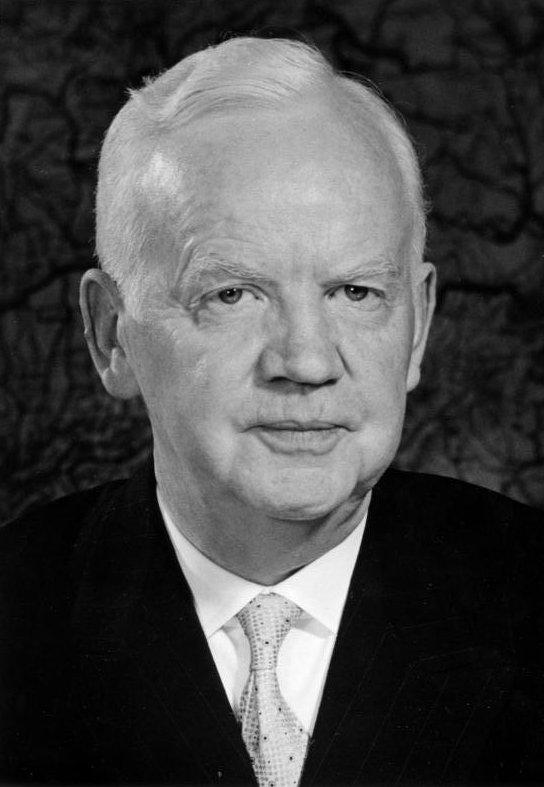
Heinrich Lübke

Nachdem der damalige Bundeskanzler Adenauer von seiner am 8. April 1959 propagierten Absicht, selbst zu kandidieren, wieder abgerückt war, einigten sich CDU und CSU auf Heinrich Lübke.
Dieser versuchte als Bundespräsident, aktiv die Politik mitzugestalten. Wie sein Amtsvorgänger Heuss wollte er sich eine Ministerliste vorlegen lassen, was Adenauer jedoch auch ihm verweigerte. Beim Gesetz gegen den Betriebs- und Belegschaftshandel machte er von seiner Prüfungskompetenz Gebrauch und unterzeichnete es nicht, da es seiner Meinung nach gegen das Grundgesetz verstieß.
Von seiner Präsidentschaft blieben manche rhetorische Fehlgriffe in Erinnerung, die auch auf Auslandsreisen zu fragwürdigen Situationen führten, aber einer fortgeschrittenen Zerebralsklerose zugeschrieben werden konnten. Viele Zitate, die für Irritationen sorgten, waren jedoch, wie der damalige Spiegel-Mitarbeiter Hermann L. Gremliza 40 Jahre später offenbarte, bloße Erfindungen der Redaktion des Nachrichtenmagazins.
Ab 1966 wurde Lübke aus der DDR sowie von bundesdeutschen Medien beschuldigt, als Ingenieur im Dritten Reich an der Planung von KZ-Baracken mitgewirkt zu haben. Als der Ruf nach seinem Rücktritt Anfang 1968 immer lauter wurde, erklärte er am 14. Oktober 1968, seinem 74. Geburtstag, seine regulär erst mit dem 12. September 1969 ablaufende zweite Amtszeit schon mit dem 30. Juni 1969 zu beenden, um das Amt aus dem anstehenden Bundestagswahlkampf 1969 herauszuhalten. Im Nachhinein stellte sich heraus, dass die Unterlagen zu Lübkes Beteiligung am KZ-Bau, die im Jahr 1967 von der DDR der Weltöffentlichkeit präsentiert wurden und die die Illustrierte Stern zusammen mit einem angezweifelten Gutachten des US-amerikanischen Schriftsachverständigen J. Howard Haring am 28. Januar 1968 veröffentlicht hatte (die meisten Schriftstücke waren authentisch), vom DDR-Staatssicherheitsdienst manipuliert worden waren.

### Gustav Heinemann (1969–1974)

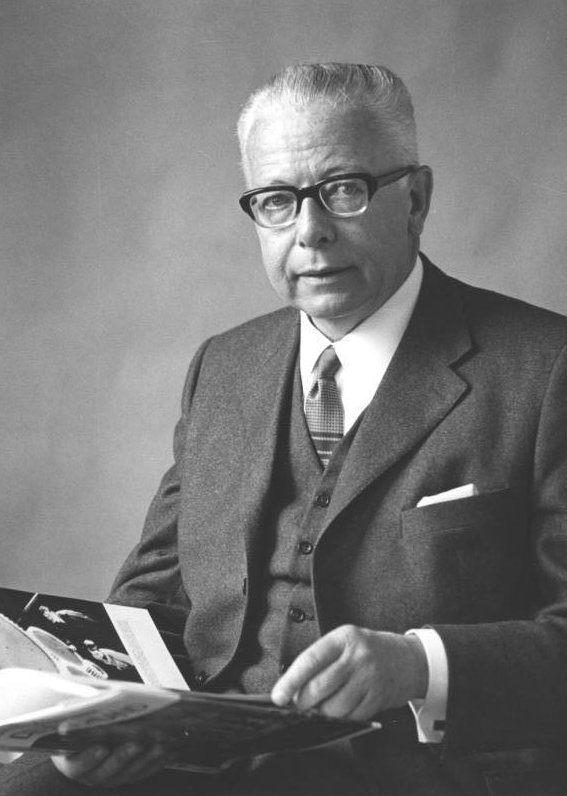
Gustav Heinemann

Gustav Heinemann wurde im dritten Wahlgang und ohne absolute Mehrheit der Bundesversammlung ins Amt gewählt und verschiedentlich als unbequemer Mahner und ein im Christentum fest verwurzelter Politiker gewürdigt.
Seine moralischen Überzeugungen, die ihn 1950 aus Protest gegen die Wiederbewaffnung zum Rücktritt als Bundesminister des Innern und zum Austritt aus der CDU geführt hatten, prägten auch seine Amtszeit als oberster Vertreter der Bundesrepublik Deutschland. Er selbst sah sich als „Bürgerpräsident“ und betonte die demokratischen, liberalen Traditionen Deutschlands. In einem Interview sagte er, er wolle lieber ein „Bürgerpräsident“ sein als ein „Staatspräsident“. In diesem Sinne führte er die Tradition ein, zu Neujahrsempfängen auch einfache Bürger einzuladen. Außenpolitisch lagen ihm die Aussöhnung mit den europäischen Nachbarländern und die Förderung des Friedens in Europa am Herzen.
Obwohl ihm die Mehrheitsverhältnisse in der Bundesversammlung 1974 eine Wiederwahl ermöglicht hätten, verzichtete er auf die Kandidatur für eine zweite Amtszeit. Er starb zwei Jahre später.

### Walter Scheel (1974–1979)

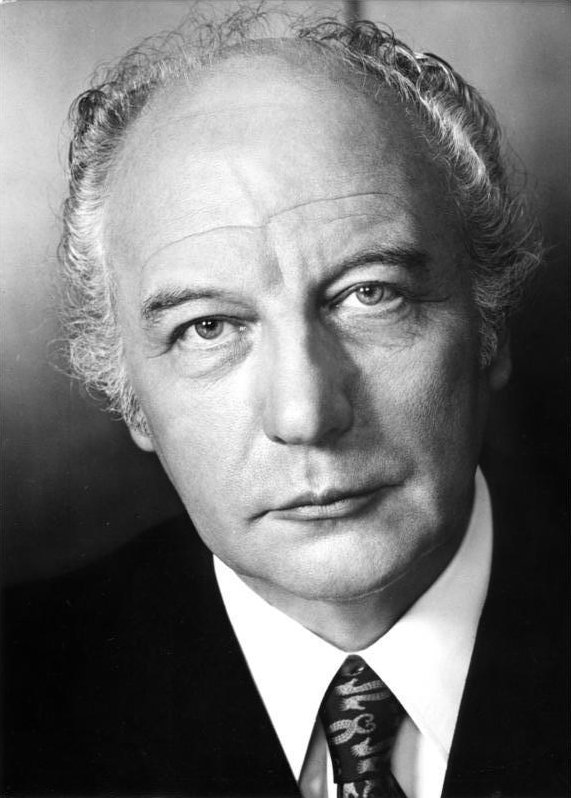
Walter Scheel

Der ehemalige stellvertretende Bundeskanzler im Amt des Bundesaußenministers versuchte auch in seinem neuen Amt, politisch mitzuwirken. Dieses Ansinnen scheiterte jedoch auch am entschiedenen Widerstand von Bundeskanzler Helmut Schmidt. Insbesondere zu Beginn seiner Amtszeit wurde er häufig als überambitioniert eingeschätzt, später allerdings wurde er in der Bevölkerung unerwartet populär und erwarb sich als Redner Respekt.
Scheels bekannte Interpretation des Volksliedes Hoch auf dem gelben Wagen entstand noch vor seiner Präsidentenzeit. Er sang es u. a. als Bundesaußenminister am 6. Dezember 1973 für eine Spendenveranstaltung in der ZDF-Show Drei mal Neun.
Angesichts der Mehrheitsverhältnisse in der Bundesversammlung stellte sich Scheel nicht erneut der Wahl und schied nach einer Amtszeit am 30. Juni 1979 aus dem Amt des Bundespräsidenten.

### Karl Carstens (1979–1984)

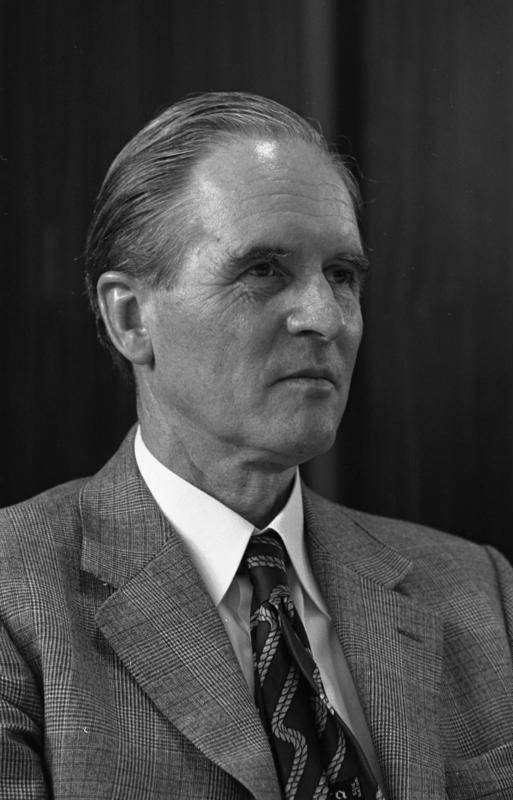
Karl Carstens

Karl Carstens war der fünfte Bundespräsident der Bundesrepublik. Carstens’ Kandidatur war zuvor wegen seiner früheren NSDAP-Mitgliedschaft kritisiert worden. Seine staatsrechtlich bedeutsamste Entscheidung war die Auflösung des Bundestages nach der absichtlich verlorenen Vertrauensfrage Helmut Kohls 1982/1983. Gegen diese Anordnung des Bundespräsidenten hatten einige Abgeordnete geklagt, das Bundesverfassungsgericht bestätigte in einem umstrittenen Urteil allerdings Carstens’ Entscheidung.
Carstens ist auch durch seine Vorliebe für Wanderungen bekannt geworden, auf denen er die Bundesrepublik erwandert hat. Aus Altersgründen verzichtete er auf die Kandidatur für eine zweite Amtszeit und schied damit am 30. Juni 1984 aus dem Amt.

### Richard von Weizsäcker (1984–1994)

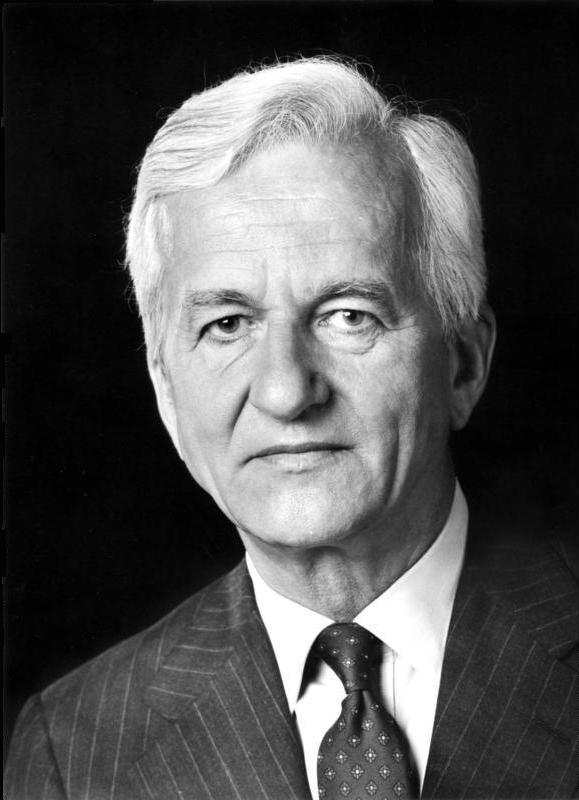
Richard von Weizsäcker

Richard von Weizsäcker ging als einer der bedeutendsten Bundespräsidenten in die Geschichte ein. Seine Rede zum 40. Jahrestag des Kriegsendes am 8. Mai 1985 brachte ihm großen internationalen Respekt ein, wurde aber aus konservativen Kreisen auch kritisiert, da er die Interpretation des 8. Mai vom „Tag der Niederlage“ hin zum „Tag der Befreiung“ verschob. Sein Wirken wurde als überparteilich rezipiert, seine teils scharfe Kritik am Parteienstaat kann mit einer persönlichen Distanz zu Helmut Kohl (Bundeskanzler von 1982 bis 1998) erklärt werden.
Bei seiner Wiederwahl (23. Mai 1989) gab es zum einzigen Mal in der bundesdeutschen Geschichte keinen Gegenkandidaten.
1990–1994 war von Weizsäcker der erste Bundespräsident des vereinten Deutschlands.

### Roman Herzog (1994–1999)

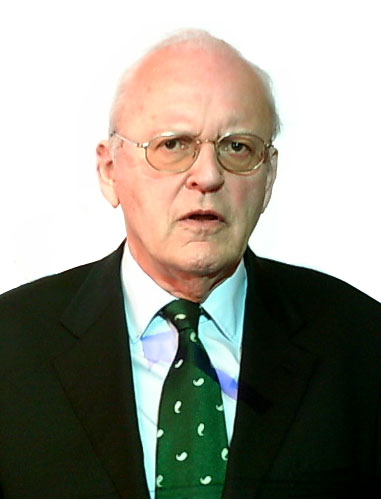
Roman Herzog

1993 war zunächst Steffen Heitmann der Wunschkandidat Helmut Kohls und der CDU für das Amt des Bundespräsidenten. Nach kontroversen Äußerungen verzichtete Heitmann auf eine Kandidatur. Roman Herzog wurde stattdessen Kandidat. Im Reichstagsgebäude wählte die 10. Bundesversammlung am 23. Mai 1994 Roman Herzog (CDU) zum siebten Bundespräsidenten der Bundesrepublik Deutschland. Der bis zu seiner Wahl als Präsident des Bundesverfassungsgerichts amtierende Herzog wird besonders als Präsident der Ruck-Rede in Berlin 1997 wahrgenommen. Diese Rede war ein Beispiel seiner Kritik an der politischen Situation in Deutschland. Er begründete damit die Idee der Berliner Rede, die von Bundespräsident Rau fortgeführt wurde. Herzogs Amtszeit war geprägt durch seine Anprangerung von Versäumnissen der Politik in Anbetracht der wirtschaftlichen Situation. Ein anderes wichtiges Werk von Herzog begann 1997, als er den Deutschen Zukunftspreis ins Leben rief.
Herzog hatte bereits zu Amtsantritt deutlich gemacht, nur für eine Amtszeit amtieren zu wollen. Auch hätten die im Lauf seiner Amtszeit veränderten Mehrheitsverhältnisse in der Bundesversammlung eine Kandidatur für eine zweite Amtszeit erschwert.

### Johannes Rau (1999–2004)

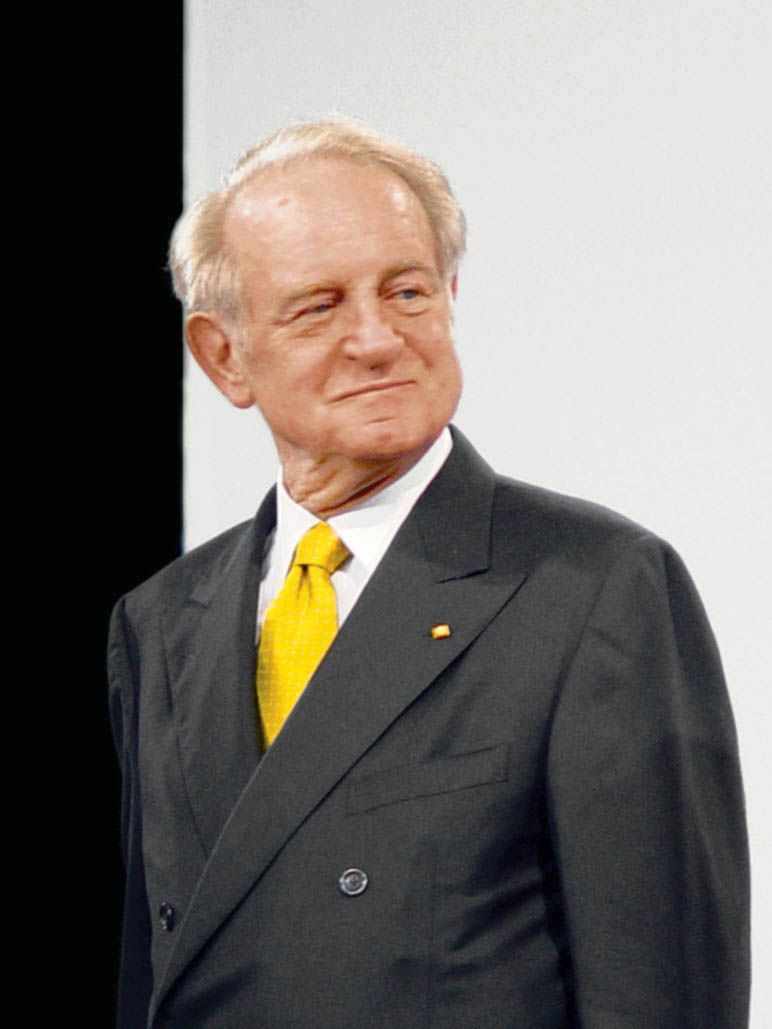
Johannes Rau

Johannes Rau führte die Berliner Reden fort und hielt sie jedes Jahr erneut. Er sprach in ihr Themen wie die Integration von Ausländern und die Auswirkungen von Gentechnologie, Ökonomismus und Globalisierung an. Er vermied jedoch im Wesentlichen Angriffe auf handelnde Politiker.
Seinen – durchaus nicht nur abwertend gemeinten – Spitznamen „Bruder Johannes“ hatte er jedoch schon wesentlich früher wegen seiner öffentlich gelebten Religiosität respektive seines oft als pastoral empfundenen Habitus erhalten. Andere fanden sein Lebensmotto „Versöhnen statt spalten“, an das er sich auch während seiner Amtszeit zu halten versuchte, für den Inhaber des Bundespräsidentenamtes ideal.
Johannes Rau hielt als erster Bundespräsident eine Rede auf Deutsch vor dem israelischen Parlament, der Knesset.

### Horst Köhler (2004–2010)

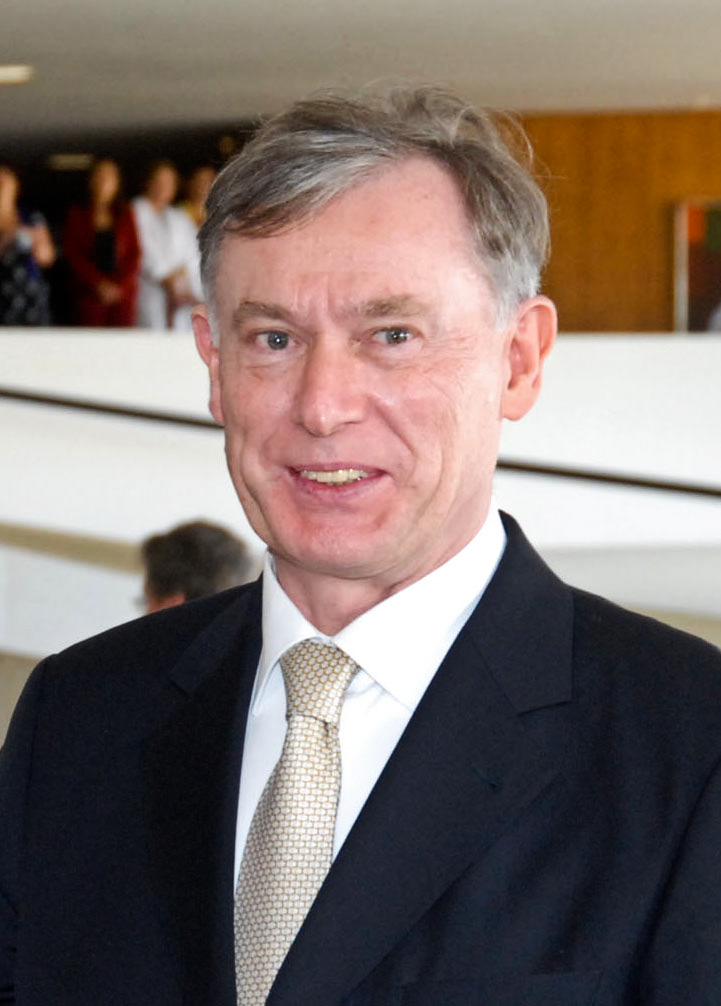
Horst Köhler

Horst Köhler war der erste Bundespräsident, der vor seiner Wahl zum Staatsoberhaupt keine exponierte Rolle in der deutschen Politik gespielt hatte und der erste, der vorzeitig von dem Amt zurücktrat. Da er nicht als Parteipolitiker in Erscheinung getreten war, trauten ihm manche Beobachter größere Unabhängigkeit und Distanz zu. Allerdings war er von 1990 bis 1993 Staatssekretär im Bundesfinanzministerium, Mitglied der Trilateralen Kommission und Präsident des Deutschen Sparkassen- und Giroverbands, der Europäischen Bank für Wiederaufbau und Entwicklung (EBWE), und bis zu seiner Wahl zum Bundespräsidenten war er Geschäftsführender Direktor des Internationalen Währungsfonds (IWF). Auch mischte er sich öffentlich in die Tagespolitik ein. Er bezeichnete die Agenda 2010 als „noch zu wenig weit reichend“ und sprach sich 2004 gegen die von Bundeskanzler Schröder vorgeschlagene Verlegung des Tages der Deutschen Einheit aus. Während der Finanzkrise bezeichnete er in einem Interview im Mai 2008 die internationalen Finanzmärkte als „Monster“.
In seiner Antrittsrede am 1. Juli 2004 sagte Köhler, „dass Deutschland als Land der Ideen vor allem ein Land für Kinder“ werden müsse. Lob, aber noch mehr Kritik zog er sich im September 2004 durch die Aufforderung in einem Interview des Focus zu, unterschiedliche Lebensverhältnisse in den neuen und alten Bundesländern zu akzeptieren und Flexibilität zu zeigen.
Köhlers staatsrechtlich bedeutsamste Entscheidung war die Auflösung des Deutschen Bundestages im Jahr 2005, nachdem Bundeskanzler Gerhard Schröder mit dem Ziel von Neuwahlen im Bundestag die Vertrauensfrage gestellt hatte. Dagegen klagten, wie im Jahre 1983, Abgeordnete beim Bundesverfassungsgericht, allerdings auch dieses Mal erfolglos. Kritik an seinem Amtsverständnis trug es Köhler ein, dass er zwei im Oktober und Dezember 2006 verabschiedeten Gesetzen, die er für verfassungswidrig hielt, die Ausfertigung verweigerte.
Am 23. Mai 2009 wurde Köhler von der 13. Bundesversammlung für eine zweite Amtszeit im ersten Wahlgang wiedergewählt. Nach Kritik an einer Äußerung Köhlers in einem Interview, dass „im Notfall auch militärischer Einsatz notwendig ist, um unsere Interessen zu wahren, zum Beispiel freie Handelswege“, erklärte Köhler am 31. Mai 2010 in einer Pressekonferenz, die erst zwei Stunden vorher einberufen worden war, seinen Rücktritt mit sofortiger Wirkung. Die Neuwahl des Bundespräsidenten wurde für den 30. Juni 2010 angesetzt.

### Christian Wulff (2010–2012)

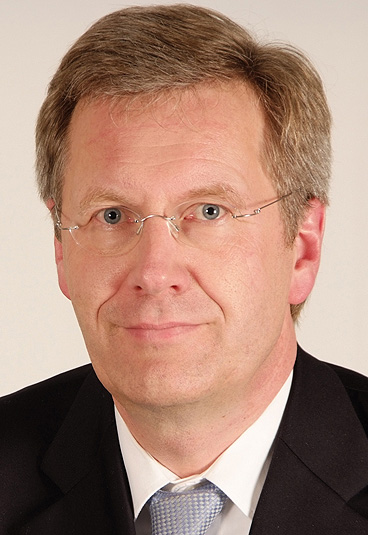
Christian Wulff

Christian Wulff wurde am 30. Juni 2010 im dritten Wahlgang gewählt. Seine Amtszeit begann, da das Amt seit dem Rücktritt Horst Köhlers vakant war, sofort mit der Annahme der Wahl. Mit 51 Jahren war Wulff der jüngste Bundespräsident seit Bestehen der Bundesrepublik.
Kurz vor seiner Wahl regte Wulff an, finanzielle Abstriche beim lebenslangen Ehrensold des Bundespräsidenten vorzunehmen.
Wulff setzte Akzente in der Integrationspolitik. Schon bei seiner Vereidigung am 2. Juli 2010 sprach er von der Notwendigkeit, auf andere Kulturen zuzugehen „in unserer bunten Republik Deutschland“, und am 3. Oktober 2010 davon, wie Christentum und Judentum gehöre „der Islam […] inzwischen auch zu Deutschland“ (vgl. Politisches Wirken).
Ab Herbst 2011 geriet Wulff mit einer Kredit- und Medienaffäre zunehmend in die Kritik. Nachdem die Staatsanwaltschaft Hannover die Aufhebung seiner Immunität beantragt hatte – das erste Mal, dass dies bei einem Bundespräsidenten geschah –, trat er am 17. Februar 2012 mit sofortiger Wirkung zurück: Es habe sich gezeigt, dass das für die Amtsführung erforderliche „Vertrauen […] einer breiten Mehrheit der Bürgerinnen und Bürger“ und damit seine „Wirkungsmöglichkeiten nachhaltig beeinträchtigt“ seien.

### Joachim Gauck (2012–2017)

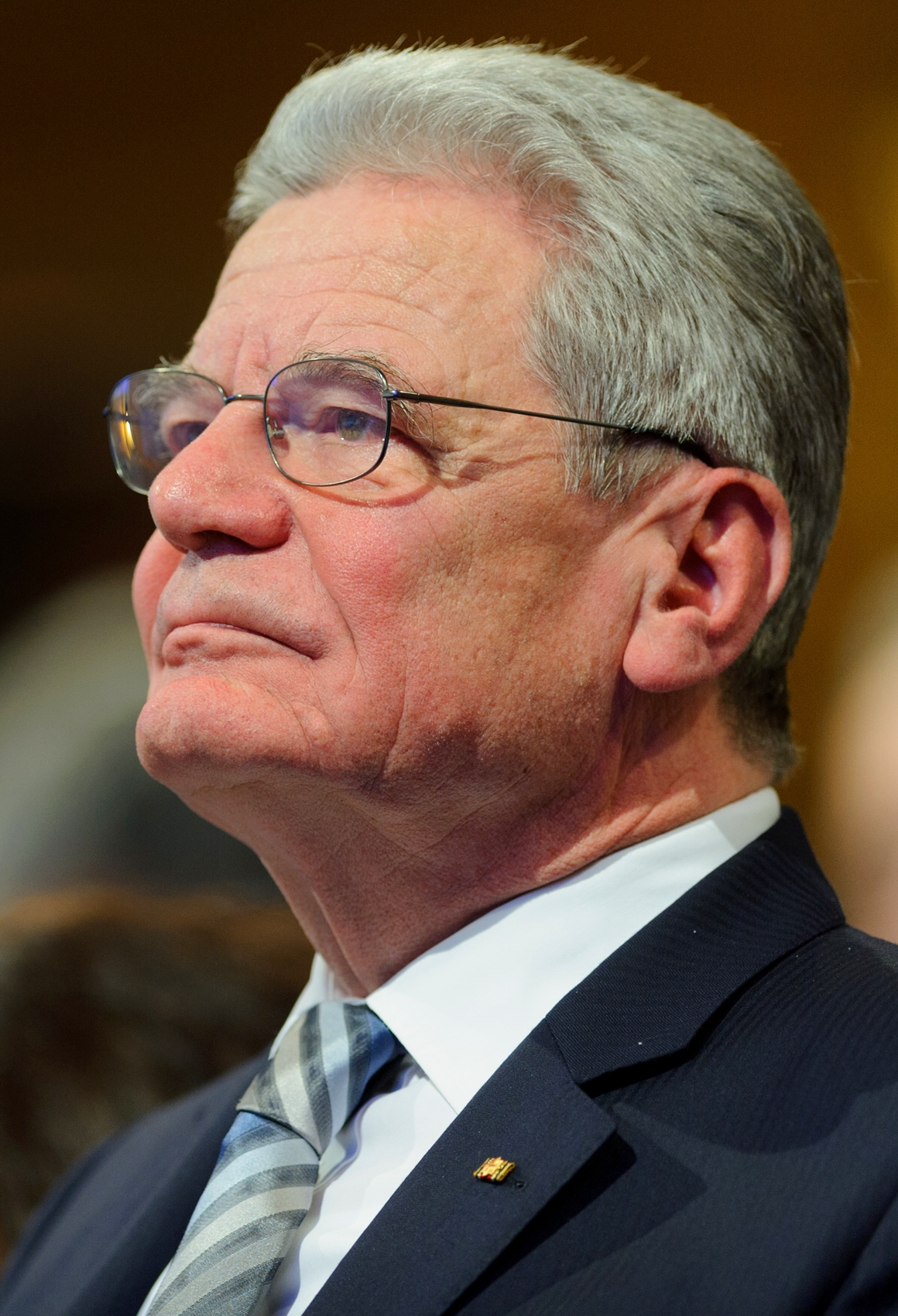
Joachim Gauck

Joachim Gauck war der erste Parteilose und der erste ehemalige DDR-Bürger, der zum Bundespräsidenten gewählt wurde.
Nach dem Rücktritt seines Vorgängers Christian Wulff hatten SPD und Bündnis 90/Die Grünen ihn für das höchste Staatsamt vorgeschlagen, nachdem er schon 2010 deren unterlegener Kandidat gegen Christian Wulff gewesen war. Am 18. März 2012 wurde er im ersten Wahlgang mit 991 von 1228 gültigen Stimmen gewählt und am 23. März 2012 als Bundespräsident vereidigt. Am 6. Juni 2016 gab er bekannt, dass er für eine zweite Amtsperiode aufgrund seines Alters nicht zur Verfügung stehe. Seine Amtszeit endete mit dem 18. März 2017.

### Frank-Walter Steinmeier (seit 2017)

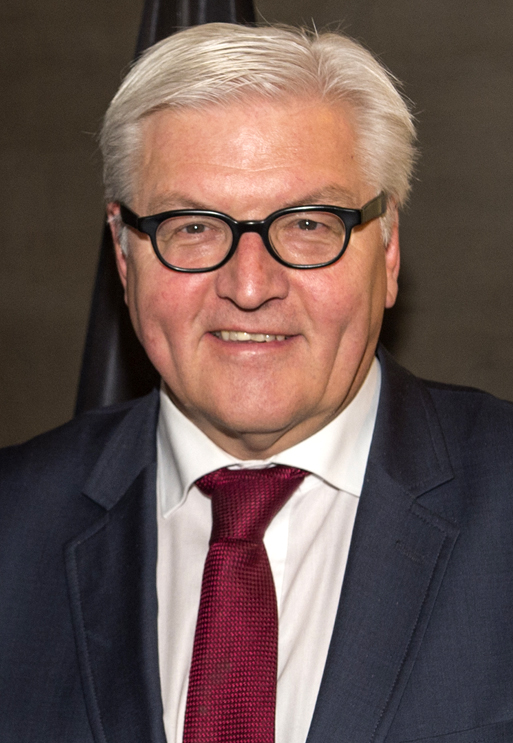
Frank-Walter Steinmeier

Frank-Walter Steinmeier wurde am 12. Februar 2017 im ersten Wahlgang mit 931 von 1239 gültigen Stimmen gewählt. Er hat sein neues Amt am 19. März 2017 angetreten und wurde am 22. März 2017 vereidigt. Am 28. Mai 2021 gab er bekannt, dass er sich für eine zweite Amtsperiode zur Wahl stellt. Am 22. Dezember 2021 teilte Christian Lindner, Bundesvorsitzender der FDP, mit, dass seine Partei Steinmeier bei der im Februar anstehenden Wahl in der Bundesversammlung, in welcher die Ampel-Parteien eine Mehrheit haben, unterstützen wird. Er begründete dies mit dem Engagement des Bundespräsidenten für den Zusammenhalt „in Zeiten gesellschaftlicher Polarisierung“. Im Januar kündigten auch die Grünen und die Unionsparteien an, Steinmeiers Kandidatur zu unterstützen. Bei der Wahl am 13. Februar 2022 wurde Steinmeier im ersten Wahlgang mit 1045 von 1425 gültigen Stimmen wiedergewählt.

## Ehepartnerinnen bzw. Lebensgefährtinnen der Bundespräsidenten
| Nr. | Ehefrau bzw. Lebensgefährtin (Lebensdaten) | Bundespräsident         |
| --- | ------------------------------------------ | ----------------------- |
| 01  | Elly Heuss-Knapp 4 (1881–1952)             | Theodor Heuss           |
| 02  | Wilhelmine Lübke (1885–1981)               | Heinrich Lübke          |
| 03  | Hilda Heinemann (1896–1979)                | Gustav Heinemann        |
| 04  | Mildred Scheel (1931–1985)                 | Walter Scheel           |
| 05  | Veronica Carstens (1923–2012)              | Karl Carstens           |
| 06  | Marianne von Weizsäcker (* 1932)           | Richard von Weizsäcker  |
| 07  | Christiane Herzog (1936–2000)              | Roman Herzog            |
| 08  | Christina Rau (* 1956)                     | Johannes Rau            |
| 09  | Eva Luise Köhler (* 1947)                  | Horst Köhler            |
| 10  | Bettina Wulff (* 1973)                     | Christian Wulff         |
| 11  | Daniela Schadt 5 (* 1960)                  | Joachim Gauck           |
| 12  | Elke Büdenbender (* 1962)                  | Frank-Walter Steinmeier |

Anmerkungen:
Die Ehefrauen der Bundespräsidenten genießen auch ohne formelles Amt ein besonderes gesellschaftliches Ansehen. Sie engagieren sich karitativ und übernehmen traditionell die Schirmherrschaft über das von Elly Heuss-Knapp begründete Müttergenesungswerk. Hilda Heinemann setzte sich für geistig Behinderte ein, Mildred Scheel für die von ihr gegründete Deutsche Krebshilfe, Veronica Carstens für Naturheilkunde und Homöopathie, Marianne von Weizsäcker für Suchtkranke, Christiane Herzog für die Mukoviszidose-Stiftung, Christina Rau für die Kindernothilfe und Eva Luise Köhler u. a. für die Allianz Chronischer Seltener Erkrankungen.
Oft sieht das Staatszeremoniell vor, dass der Präsident zu besonderen Anlässen mit seiner Gattin auftritt. Von dieser wird politische Neutralität und Zurückhaltung erwartet. Mehrheitlich gingen die Ehefrauen der Bundespräsidenten zum Zeitpunkt ihrer Wahl und danach keinem Beruf nach; Veronica Carstens jedoch führte ihre Arztpraxis über 1979 hinaus fort. Bettina Wulff gab 2010 nach der Wahl Christian Wulffs zum Bundespräsidenten ihre Tätigkeit in der gewerblichen Wirtschaft auf. Auch Daniela Schadt beendete zur Wahl ihres Lebensgefährten Gauck 2012 ihre Tätigkeit als Politikjournalistin bei der Nürnberger Zeitung und zog nach Berlin. Elke Büdenbender ließ sich 2017 nach der Wahl ihres Mannes zum Bundespräsidenten von ihrem Richteramt beurlauben, kehrte jedoch in der zweiten Amtszeit Steinmeiers 2022 in ihren Beruf zurück.